# Argentan
Pour les articles homonymes, voir Argentan (homonymie).
Cet article possède des paronymes, voir Argenton et Argentré.
Pour l’alliage métallique appelé « argentan », voir maillechort.
Argentan est une commune française, située dans le département de l’Orne en Normandie, traversée par l'Orne. Elle est peuplée de 13 494 habitants.
Sous-préfecture de l’Orne, elle est le chef-lieu de l’arrondissement d'Argentan. C’est la troisième ville du département la plus peuplée après Alençon et Flers. Argentan est une ville d'importance moyenne intégrée dans « l'armature des villes structurantes » de Basse-Normandie ; tandis qu'elle profite d'une place de choix au sein du département de l'Orne du fait de sa situation géographique, au centre du département.

## Géographie

### Situation
La ville est située dans le centre de l'ancienne région Basse-Normandie et dans le Centre-Nord du département de l'Orne, à 35 km au nord d'Alençon, à 55 km à vol d'oiseau au sud de Caen et à 174 km à l'ouest de Paris.
La ville se trouve sur une plaine céréalière, la plaine d'Argentan, bordée à l'ouest par le Bocage normand (et notamment par le pays d'Houlme), immédiatement à l'est par le pays d'Auge, au sud par la campagne d'Alençon et au nord par la campagne de Falaise. La commune est urbaine sur environ un tiers de son territoire, rurale sur toute sa partie sud, ainsi qu'une moindre partie nord et ouest.
La ville se situe également à la lisière de la forêt de Gouffern (à l'est) et à quelques kilomètres de la forêt d'Écouves vers le sud. D'autres petits bois sont éparpillés vers l'ouest (dans le pays d'Houlme) et vers le nord.
Argentan est une ville-porte du parc naturel régional Normandie-Maine.
Le méridien zéro ou méridien de Greenwich passe par Argentan où une borne à l'entrée ouest de la ville en marque la présence.

### Communes limitrophes
| Moulins-sur-Orne | Sévigny                                                           | Gouffern en Auge (comm. dél. d'Urou-et-Crennes)    |
| Sarceaux         | Argentan                                                          | Sai, Juvigny-sur-Orne                              |
| Sarceaux         | Boischampré (comm. dél. de Vrigny et Saint-Christophe-le-Jajolet) | Boischampré (comm. dél. de Saint-Loyer-des-Champs) |

### Hydrographie
La commune est située dans le bassin Seine-Normandie. Elle est drainée par l'Orne, l'Ure, la Baize et un de ses bras, un bras de l'Orne et divers autres petits cours d'eau,.
L'Orne traverse l'agglomération. D'une longueur de 170 km, elle prend sa source dans la commune d'Aunou-sur-Orne et se jette  dans l'embouchure de l'Orne à Merville-Franceville-Plage, après avoir traversé 60 communes. L’Orne est un fleuve très méandreux ce qui est dû à un débit relativement faible compte tenu de la différence modeste d'altitude entre sa source et son embouchure en mer. Elle s'étend de manière longitudinale et entaille relativement faiblement le relief. 
L'Ure, d'une longueur de 30 km, prend sa source dans la commune de Ménil-Froger et se jette  dans l'Orne sur la commune, après avoir traversé neuf communes. 
La Baize, un canal, chenal et cours d'eau naturel non navigable d'une longueur de 15 km, prend sa source dans la commune de Boischampré et se jette  dans l'Orne en rive gauche à Écouché-les-Vallées, après avoir traversé quatre communes. 
Un plan d'eau complète le réseau hydrographique : le plan d'eau de la Noë (1,47 ha),.

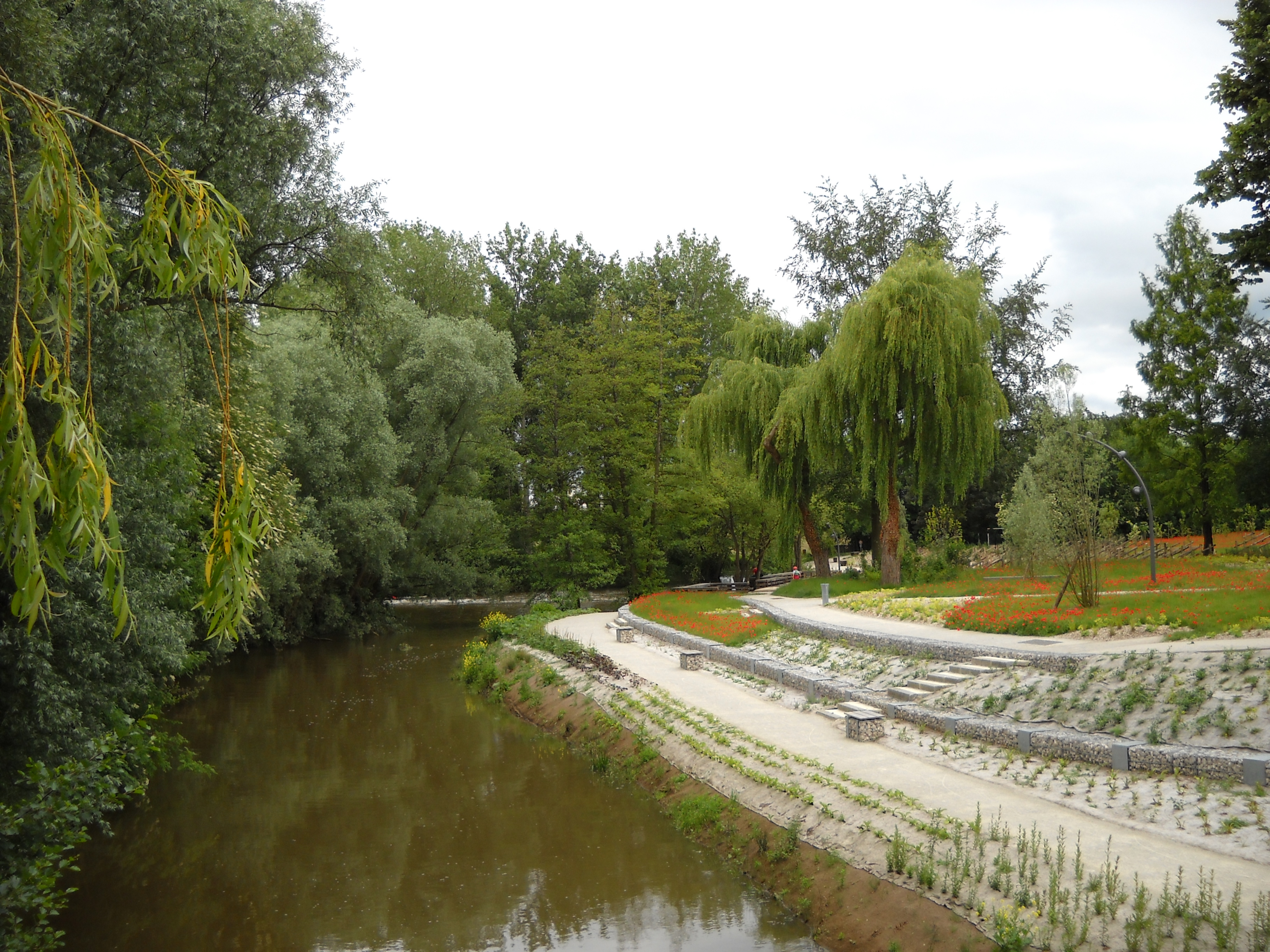
L'Orne devant un parc public d'Argentan.
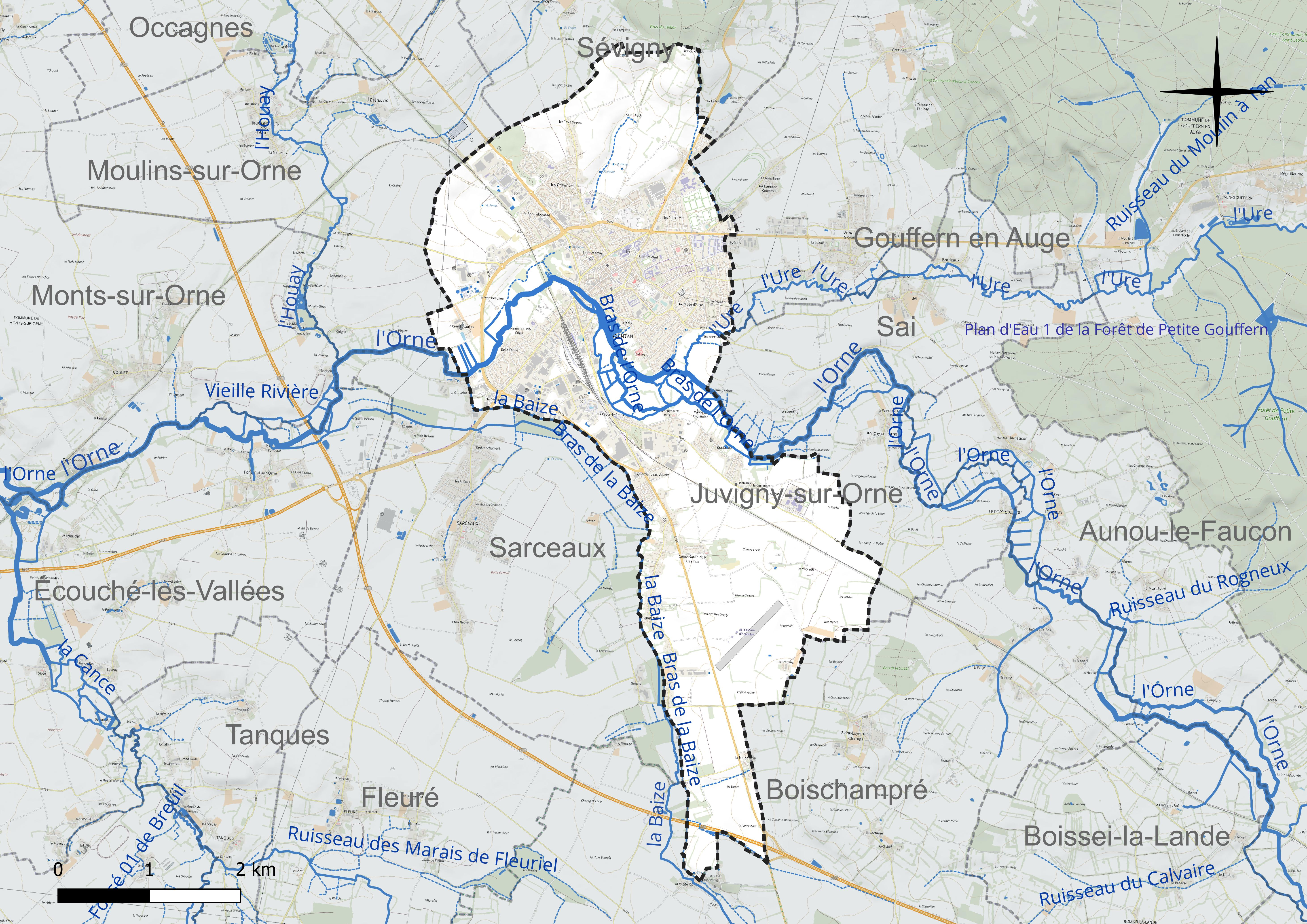
Réseau hydrographique d'Argentan.

### Sismicité
Argentan est implanté en zone 0 : sismicité négligeable,.

### Géologie et relief
Les hauteurs sont faibles aux abords mêmes de l'Orne et donc d'Argentan (150–200 m), mais la ville est toutefois inscrite dans un vaste complexe géomorphologique. Localement, Argentan marque la rupture physique entre deux espaces : le bocage de l'Ouest normand et de la basse plaine de Caen.
C'est donc un secteur plat qui s'étend aux abords immédiats de la ville qui, à mesure que l'on s'en éloigne, laisse place à un vaste réseau de monts et de collines relativement hauts (230 m). C'est grâce à ce mélange de reliefs que le pays d'Argentan a pu développer une activité qui lui est singulière : l'élevage de chevaux, grâce à ses vastes champs en pentes douces, souvent clos par de petites haies.
Le point culminant (228 m) se situe au sommet d'une colline au nord, près du bois du Tellier. Le point le plus bas (152 m) correspond à la sortie de l'Orne du territoire, à l'ouest.

### Climat
Pour des articles plus généraux, voir Climat de la Normandie et Climat de l'Orne.
En 2010, le climat de la commune est de type climat océanique altéré, selon une étude du CNRS s'appuyant sur une série de données couvrant la période 1971-2000. En 2020, Météo-France publie une typologie des climats de la France métropolitaine dans laquelle la commune est exposée à un climat océanique et est dans la région climatique Normandie (Cotentin, Orne), caractérisée par une pluviométrie relativement élevée (850 mm/a) et un été frais (15,5 °C) et venté. Parallèlement le GIEC normand, un groupe régional d’experts sur le climat, différencie quant à lui, dans une étude de 2020, trois grands types de climats pour la région Normandie, nuancés à une échelle plus fine par les facteurs géographiques locaux. La commune est, selon ce zonage, exposée à un « climat des plateaux abrités », se caractérisant par une pluviométrie et des contraintes thermiques modérées mais aussi, par effet de continentalité, des températures plus contrastées qu'au nord dans la plaine de Caen, avec communément 10 à 15 jours par an de plus de froid en hiver et de chaleur en été.
Pour la période 1971-2000, la température annuelle moyenne est de 10,4 °C, avec une amplitude thermique annuelle de 13,4 °C. Le cumul annuel moyen de précipitations est de 720 mm, avec 12 jours de précipitations en janvier et 7,5 jours en juillet. Pour la période 1991-2020, la température moyenne annuelle observée sur la station météorologique installée sur la commune est de 11,1 °C et le cumul annuel moyen de précipitations est de 691,9 mm,. Pour l'avenir, les paramètres climatiques de la commune estimés pour 2050 selon différents scénarios d’émission de gaz à effet de serre sont consultables sur un site dédié publié par Météo-France en novembre 2022.
| Mois                                  | jan.             | fév.           | mars          | avril         | mai           | juin          | jui.          | août           | sep.          | oct.            | nov.          | déc.          | année      |
| ------------------------------------- | ---------------- | -------------- | ------------- | ------------- | ------------- | ------------- | ------------- | -------------- | ------------- | --------------- | ------------- | ------------- | ---------- |
| Température minimale moyenne (°C)     | 1,7              | 1,8            | 2,9           | 4,3           | 7,5           | 10,4          | 12,1          | 12,2           | 9,6           | 7,9             | 4,7           | 2,1           | 6,4        |
| Température moyenne (°C)              | 4,6              | 5,2            | 7,3           | 9,7           | 13            | 16,2          | 18,3          | 18,2           | 15,2          | 12,1            | 7,9           | 5             | 11,1       |
| Température maximale moyenne (°C)     | 7,4              | 8,7            | 11,8          | 15,2          | 18,4          | 22            | 24,4          | 24,1           | 20,8          | 16,2            | 11,1          | 8             | 15,7       |
| Record de froid (°C) date du record   | −14,7 02.01.1997 | −12,9 11.02.12 | −9,2 01.03.05 | −6,6 11.04.03 | −2,8 14.05.10 | 0,1 04.06.01  | 2,7 31.07.15  | 2,2 28.08.1998 | 0 14.09.1996  | −6,9 30.10.1997 | −7,7 30.11.10 | −13 29.12.05  | −14,7 1997 |
| Record de chaleur (°C) date du record | 16,9 01.01.22    | 21,1 27.02.19  | 24,4 30.03.21 | 27 20.04.18   | 30 27.05.05   | 37,2 18.06.22 | 40,2 25.07.19 | 38,3 10.08.03  | 33,4 09.09.23 | 28,8 02.10.23   | 21,1 01.11.15 | 16,6 31.12.22 | 40,2 2019  |
| Précipitations (mm)                   | 62,5             | 54,4           | 51,3          | 48,6          | 60,2          | 47,1          | 50,4          | 54,8           | 50,2          | 69,7            | 68,2          | 74,5          | 691,9      |

### Transports

#### Transport ferroviaire

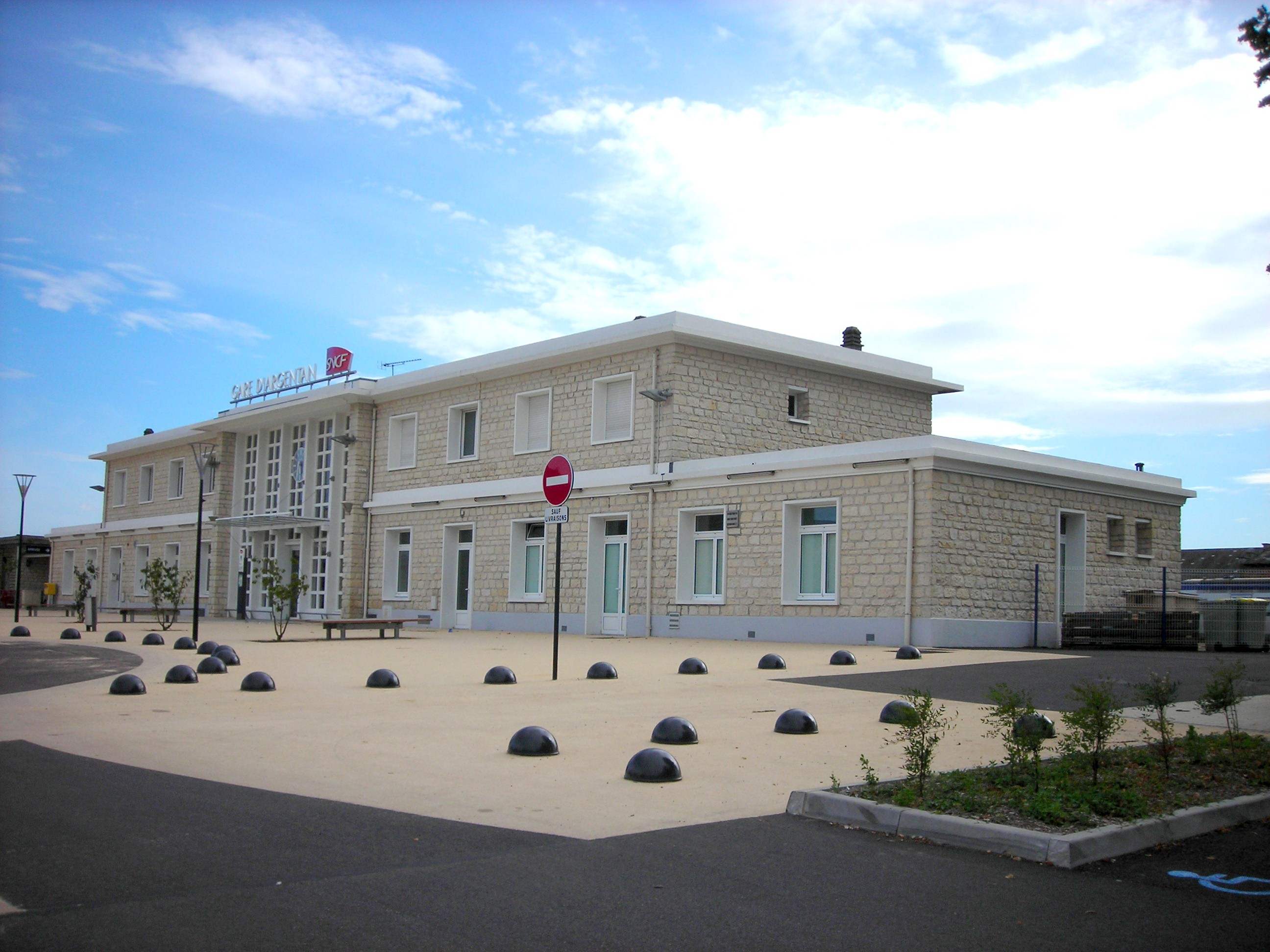
La gare d'Argentan en 2008 après les travaux de rénovation.

La gare d'Argentan, rénovée en 2008, est située sur la partie commune à deux lignes de chemin de fer :
- la ligne de Paris à Granville est une radiale d'importance secondaire reliant la capitale au sud de la Basse-Normandie selon un axe est/ouest ;
- la ligne de Caen à Tours est une transversale nord/sud reliant les villes de Caen, Alençon, Le Mans et Tours.

Ces deux lignes de chemin de fer forment à elles seules la quasi-totalité du réseau ferré ornais et font ligne commune entre la gare d'Argentan et la gare de Surdon.
Plusieurs Intercités et TER desservent la ville chaque jour, en offrant des liaisons directes avec les gares de Paris-Montparnasse, Caen, Alençon, Le Mans, Tours, Saint-Pierre-des-Corps, Mézidon, Dreux, Flers ou encore Granville.
La gare d'Argentan est également un point de départ d'autocars sous tarification SNCF vers la ville de La Ferté Macé et la station thermale de Bagnoles-de-l'Orne ; tandis qu'une autre ligne d'autocar entre Argentan et Flers double la ligne de chemin de fer déjà existante.
La gare d'Argentan se situe ainsi sur la ligne 2, la ligne 6 et la ligne 7 du TER Normandie.

#### Transport urbain
La ville d'Argentan possède un réseau de bus composé de deux lignes dont la marque commerciale est Terres d'Argentan Mobilité.

#### Voies routières et autoroutières
Argentan est desservie par l'A88. Cette autoroute relie Caen à l'A28 (au niveau de Sées) en passant par Falaise, afin d'établir une connexion autoroutière entre Caen, Argentan, Alençon, Le Mans et Tours. L'A88 dessert l'agglomération argentanaise par deux sorties : un échangeur complet au croisement avec la D 924 (axe Flers - Argentan), relié à l'entrée de la ville d'Argentan par une 2 × 2 voies ; et un demi-échangeur, au sud, au croisement avec la D 958. L'A28 entre Rouen et Le Mans (par Sées et Alençon) passe à 20 km d'Argentan et est donc accessible depuis Argentan par l'A88.
De nombreuses départementales traversent Argentan, avant les déclassements de 1972 et 2006 la ville était le croisement entre plusieurs routes nationales.
- La D 926 (N 26 avant 2006) relie Argentan à la N 12 (Verneuil-sur-Avre) vers Paris, par Le Merlerault et L'Aigle.
- La D 958 (N 158 avant 2006) relie Caen à la N 138 au niveau de Sées par Falaise et Argentan, la RN 138 allant ensuite rejoindre Alençon, Le Mans et Tours. La N 158 (D 958) est doublée par l'A88, la N 138 (D 938) est doublée par l'A28.
- La D 924 (N 24bis avant 1972) relie Argentan à Granville par Flers et Vire. Avant la réforme de 1972, la N 24bis reliait la N 12 (Verneuil-sur-Avre) à Granville par Argentan, Flers et Vire. Après 1972, la section entre Argentan et Granville a été déclassée en D 924 dans l'Orne tandis que celle entre Verneuil-sur-Avre et Argentan a été renommée N 26, avant d'être déclassée D 926 en 2006. Cette départementale connaît des travaux de mise à 2 × 2 voies entre Argentan et Flers, afin d'améliorer les liaisons entre ces deux villes et de connecter Flers au réseau autoroutier.
- La D 916 (N 816 avant 1972) relie Vimoutiers à la N 12 près de Mayenne par Argentan, La Ferté Macé et Bagnoles-de-l'Orne.
- La D 15 relie Argentan à Condé-sur-Noireau par Putanges-Pont-Écrepin et Athis-de-l'Orne.
- La D 2 relie Argentan à Alençon par Carrouges.

Argentan est donc un carrefour routier duquel partent des routes vers Caen, Dreux, Paris, Alençon, Le Mans, Flers, Laval et Lisieux. Une déviation urbaine a été aménagée à l'ouest et au nord de la ville, la partie la plus occidentale étant à 2 × 2 voies. Elle permet d'éviter le centre-ville d'Argentan pour les axes de la D 958 (de Caen à Alençon), des D 924 et D 926 (de Flers à Dreux et Paris) et de la D 916 (de La Ferté Macé à Vimoutiers). Cependant, le tracé reste très proche de la ville, au nord, la déviation ré-entre même dans Argentan, tandis qu'au sud et sud-ouest, des zones d'activités sont implantées autour de la chaussée. Il ne reste donc plus que la section à 2 × 2 voies d'à peine 1 km, à l'ouest, se trouvant en dehors des zones agglomérées ; bien que l'A88 permette de dévier le trafic de l'axe nord/sud entre Caen et Alençon.

#### Liaisons interurbaines
Argentan est un centre de correspondances entre plusieurs lignes du réseau Cap'Orne (transport interurbain de l'Orne). Six lignes régulières de car ont pour origine la gare routière d'Argentan (lignes nos 30, 31, 32, 34, 42 et 43) et partent relier la sous-préfecture aux villes de Carrouges, La Ferté Macé, Bagnoles-de-l'Orne, Putanges-Pont-Écrepin, Falaise, Vimoutiers et Gacé. Il n'existe pas de lignes de car vers Alençon, Flers ou L'Aigle car les liaisons du service public entre ces villes et Argentan sont assurés par le rail (respectivement par les ligne 7 et ligne 2 du TER Basse-Normandie).

## Urbanisme

### Typologie
Au 1er janvier 2024, Argentan est catégorisée centre urbain intermédiaire, selon la nouvelle grille communale de densité à sept niveaux définie par l'Insee en 2022. Elle appartient à l'unité urbaine d'Argentan, une agglomération intra-départementale regroupant deux  communes, dont elle est ville-centre,,. Par ailleurs la commune fait partie de l'aire d'attraction d'Argentan, dont elle est la commune-centre,. Cette aire, qui regroupe 50 communes, est catégorisée dans les aires de moins de 50 000 habitants,.

### Occupation des sols
L'occupation des sols de la commune, telle qu'elle ressort de la base de données européenne d’occupation biophysique des sols Corine Land Cover (CLC), est marquée par l'importance des territoires agricoles (61,9 % en 2018), en diminution par rapport à 1990 (65,8 %). La répartition détaillée en 2018 est la suivante : terres arables (44,3 %), zones urbanisées (23,2 %), prairies (17,6 %), zones industrielles ou commerciales et réseaux de communication (12,6 %), espaces verts artificialisés, non agricoles (2,2 %), forêts (0,1 %). L'évolution de l’occupation des sols de la commune et de ses infrastructures peut être observée sur les différentes représentations cartographiques du territoire : la carte de Cassini (XVIIIe siècle), la carte d'état-major (1820-1866) et les cartes ou photos aériennes de l'IGN pour la période actuelle (1950 à aujourd'hui).

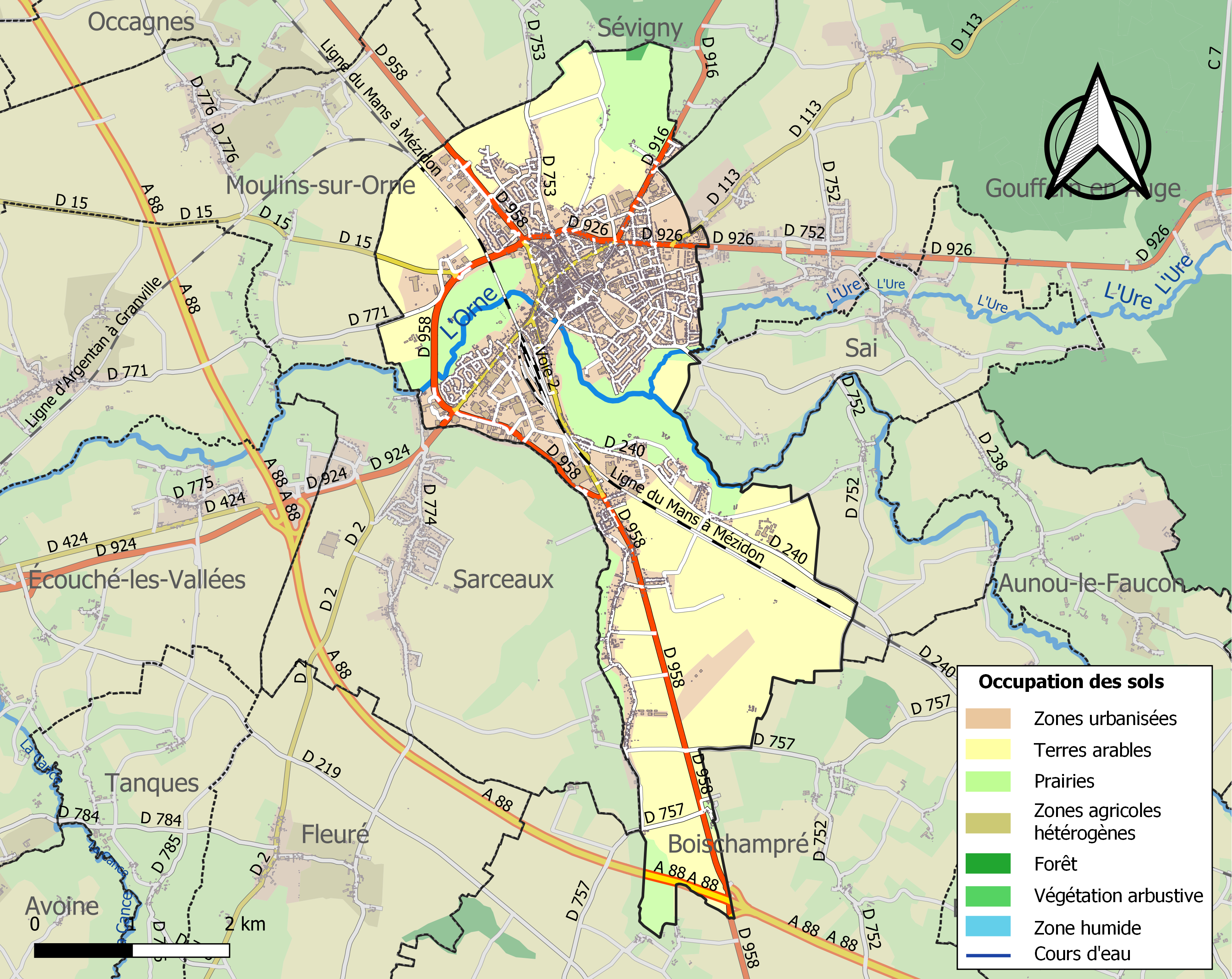
Carte des infrastructures et de l'occupation des sols de la commune en 2018 (CLC).

## Toponymie
Le nom de la localité est attesté sous les formes [ecclesiam] Argentoni en 1024, Argentomum vers 1070 et en 1204.
Elle devient cité gallo-romaine sous le nom d'Argentomagos / Argentomagus. L'élément -magus représente le gaulois mago- « plaine », puis « marché » (cf. Rotomagus, Cadomo, etc.). Pour le premier élément Argent(o)-, René Lepelley avance sans certitude une parenté avec le latin argentum « argent », sans en percevoir l'explication et Albert Dauzat le lie au gaulois argant- de même sens, de même qu'Ernest Nègre. Xavier Delamarre, à la rubrique « arganton » de son Dictionnaire, lui donne le sens global de « marché de l'argent », tout comme le type toponymique Argenton (Creuse, Indre).
Le gentilé est Argentanais.

## Histoire
Bâtie dans une cuvette le long de l'Orne, elle aurait été la capitale du peuple gaulois des Arvii ou une bourgade des essuvii.

### Moyen Âge
La ville connaît un essor progressif jusqu'au début du Moyen Âge. Après l'arrivée des Vikings sur les côtes franques et lors de la formation d'un État normand à partir de 911, la ville de l'ancienne Neustrie est intégrée à la Normandie, et devient le siège d'une vicomté. Selon certains écrits, la ville d'Argentan aurait été donnée à un lieutenant de Rolf le Marcheur en échange de sa fidélité.
Situé à l'extrémité de la Normandie, face à la Bretagne et au Maine, la place était un important point stratégique et dut rapidemment se doter d'un système défensif.
En 1046, Argentan est assiégée par le roi des Francs, Henri Ier. En 1094, Robert Courteheuse, avec l'appui du Philippe Ier, roi des Francs reprend la ville à Robert II de Bellême, qui l'avait ouverte à Guillaume le Roux.
La place, avec celles de Domfront, d'Alençon et de Mortagne-au-Perche, fera partie de la ceinture de pierre d'Henri Ier Beauclerc.
En 1188, Philippe Auguste entre dans la ville possession du comte de Meulan, Robert II.
La ville devient vite prospère, mais subit de plein fouet les conséquences de la rivalité permanente qui oppose les rois de France aux rois d'Angleterre pendant la guerre de Cent Ans : elle est plusieurs fois occupée et détruite. Argentan devient siège du comte Pierre II d'Alençon avant que celui-ci devienne l'un des otages envoyés en 1360 en Angleterre en échange du roi Jean II le Bon, fait prisonnier en 1356 à la bataille de Poitiers. Après le siège et la prise de Caen en août 1417 par le roi d'Angleterre Henri V, la ville ouvre ses portes aux Anglais.
Gros centre urbain à la fin du Moyen Âge, la ville est une place religieuse importante avec ses deux églises Saint-Martin et Saint-Germain et son abbaye de bénédictines.

### Temps modernes
En 1554, 1558 et 1597, la ville subit des épisodes de peste noire. Elle sévira à nouveau de 1633 à 1639.
En 1568, Montgommery assiège la ville.
La ville est prise par Henri IV au début de 1590 durant la huitième guerre de Religion. En 1625, les habitants adressent à Louis XIII une pétition afin d'obtenir l'autorisation de détruire les fortifications de la ville, à la suite des nombreux sièges que la place eu à subir. À la suite de la déclaration de Nantes du 31 juillet 1626, par laquelle, Louis XIII, sur le conseil de Richelieu, publie l'ordonnance « pour le rasement et démolition de toutes sortes de fortifications des villes et châteaux qui ne sont aux frontières et importants au royaume », les fortifications sont démantelées.
Au début du XVIIe siècle (ou peut-être déjà au siècle précédent), l'ancienne paroisse de Coulandon semble associée, avec Mauvaisville, à la ville d'Argentan. Pourtant Coulandon est bien attestée comme paroisse indépendante du XIIe au XVIIIe siècle : elle figure encore en tant que telle sur la carte de Cassini (1753-1785). Elle n'est par contre pas mentionnée en tant que commune à l'époque de la Révolution, ni d'ailleurs par le site Cassini. Son rattachement définitif à Argentan a donc dû avoir lieu dans la seconde moitié du XVIIIe siècle.
Voulant développer l'industrie en France, Colbert pousse Alençon et Argentan en concurrence sur l'industrie de la dentelle. Le point d'Argentan est né.
En 1672, la chapelle de la Maladrerie, paroisse de Mauvaisville, est unie à l'ordre de Saint-Lazare.
En 1736, les religieuses bénédictines de l'abbaye d'Almenêches sont transférées à Argentan autour de l'église Notre-Dame-de-la-Place. En 1776, Jules-David Cromot du Bourg, propriétaire des vicomtés d'Argentan et d'Exmes, récemment acquises, les échanges avec Monsieur, frère du roi Louis XVI, et futur Louis XVIII contre la forêt d'argentan afin de donner une grandeur supplémentaire à son château du Bourg-Saint-Léonard et un lieu de chasse à courre.
En 1785, le cimetière entourant l'église Saint-Germain est transféré à l'extérieur de la ville.
En prévision des états généraux convoqués au château de Versailles par le roi Louis XVI, un « cahier des vœux, remontrances et doléances de l'ordre du clergé » est rédigé. Le curé de la ville d'Argentan : Me Dubrac et le curé de Mauvaisville : Me Charles Le Sage en sont signataires.

### Révolution française et Empire
Le 21 janvier 1800, la place est prise par les chouans.

### Époque contemporaine

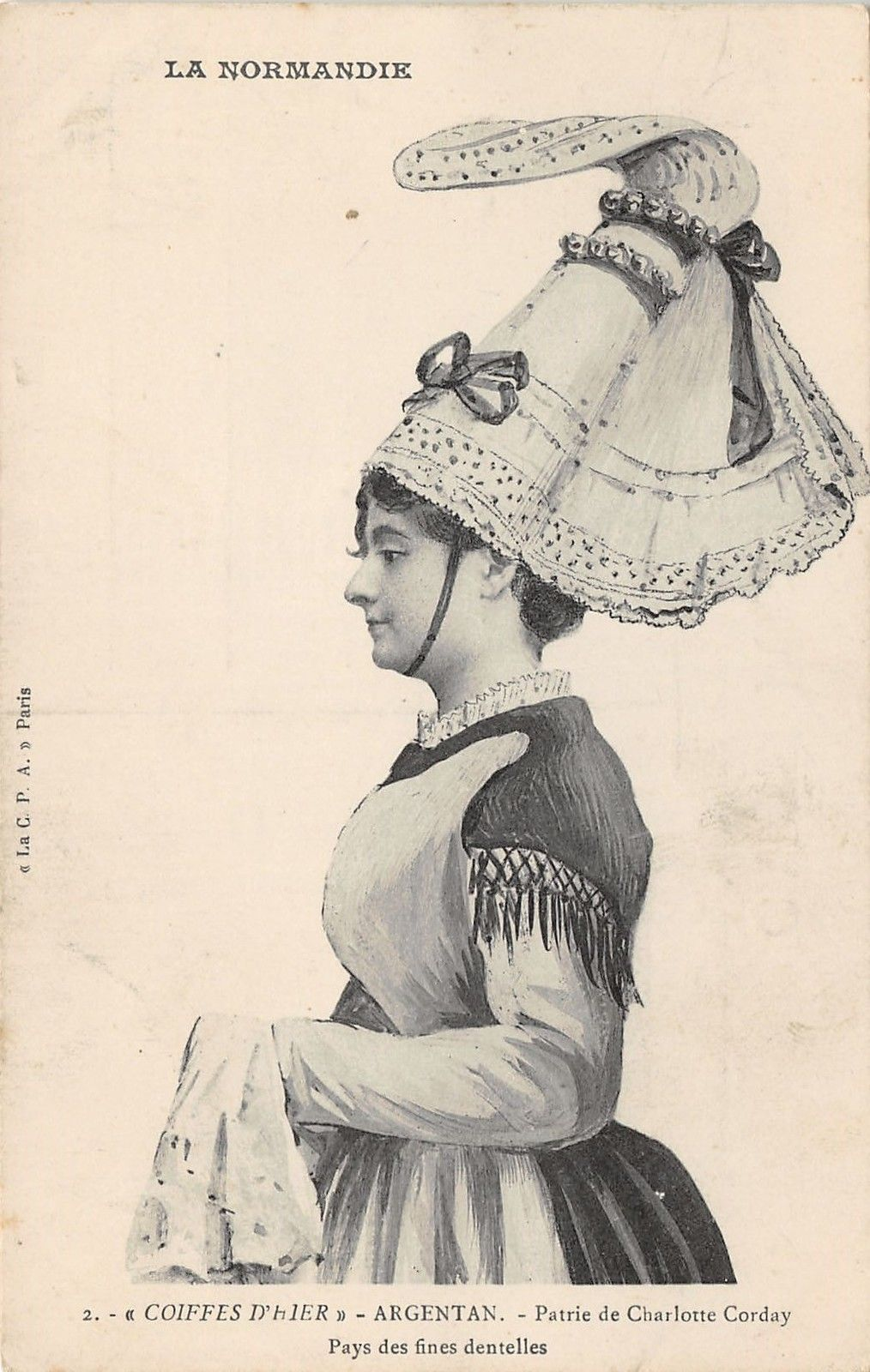
Coiffe d'Argentan au début du XXe siècle.

#### XXesiècle
Le 5 juillet 1908 à Argentan se déroule l'un des derniers duels d'honneur en France.
Au début du XXe siècle, Argentan est une ville importante avec sous-préfecture, tribunal de 1re instance et de commerce, caserne, collège (qui deviendra lycée Mézeray après la Seconde Guerre mondiale), gare ferroviaire (ligne de chemin de fer de Paris à Granville et de Rouen à Tours) et important dépôt de locomotives au temps de la machine à vapeur, tramway (cf. ligne de Carrouges à Trun), tissages (toiles de lin et de chanvre, dentelle (point ou dentelle d'Argentan), tanneries, foires (trois jours à la Saint-Vincent le 22 janvier avec beaucoup de bestiaux et plusieurs centaines de chevaux, trois jours à la Quasimodo, trois jours le lundi de Pentecôte, le 1er août, et trois jours le 3 novembre), abattoirs, important marché chaque semaine le lundi et le jeudi, musée, etc.

##### Première Guerre mondiale
Le 104e RI d'Argentan se distingue à Ethes, en 1916, lors de la bataille de Verdun.

##### Seconde Guerre mondiale

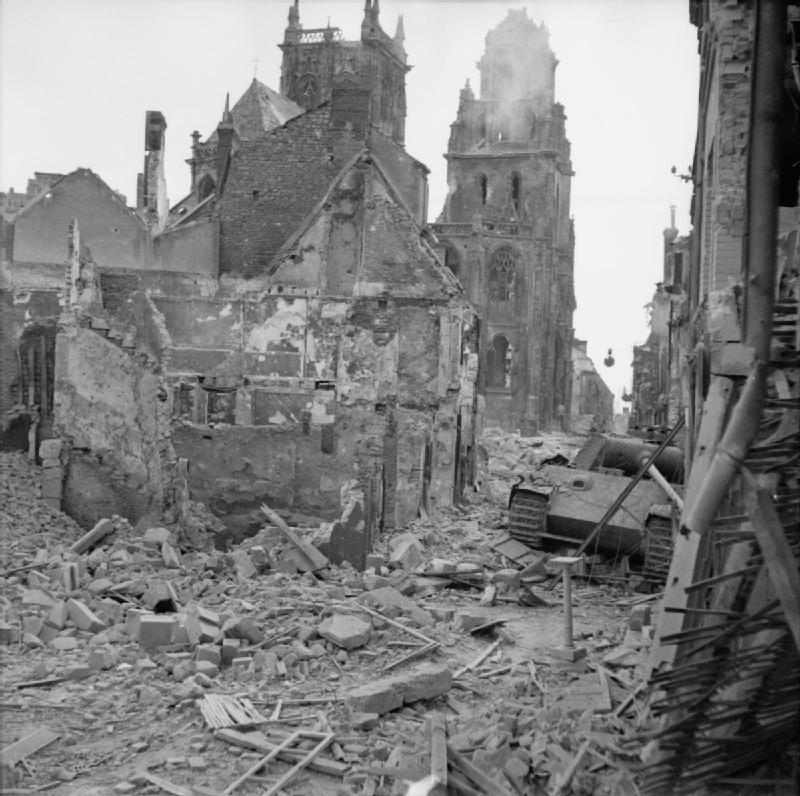
L’église et la rue Saint-Germain, le 21 août 1944. Au milieu des ruines, un char allemand Panther.

Pendant la Seconde Guerre mondiale, les habitants de la ville subirent l'occupation comme tous les centres routiers et ferrés névralgiques sous la forme d'une forte garnison: La ville comprenait une Kommandantur et sa caserne Molitor est réquisitionnée. Argentan sera également le siège d'une unité de la Luftwaffe dont l'escadrille de Stukas décolle de l'aérodrome d'Argentan situé à Sévigny. Tout au long de l'occupation de la France par l'Allemagne pendant la Seconde Guerre mondiale, et du régime de Vichy, il exista un centre de rassemblement des étrangers, et vécut sous le joug de Bernard Jardin, collaborateur zélé.
En 1944, la ville est bombardée dès le 5 juin. Seul le quartier Saint-Martin est épargné. La gare et la caserne Molitor sont particulièrement touchées. Le 13 août, une colonne de la 2e division blindée du général Leclerc entre dans la ville par le sud, sans pouvoir la prendre.
Les Américains de la 80e division d'infanterie arrivent le 15 et piétinent jusqu'au 20 août sans pouvoir y pénétrer. Les combats autour de la gare contre une unité de DCA allemande sont particulièrement meurtriers. Plusieurs chars Panzerkampfwagen V Panther de la 116e Panzerdivision défendent la ville avec acharnement notamment autour de l'église Saint-Germain et de l’hôtel de ville.

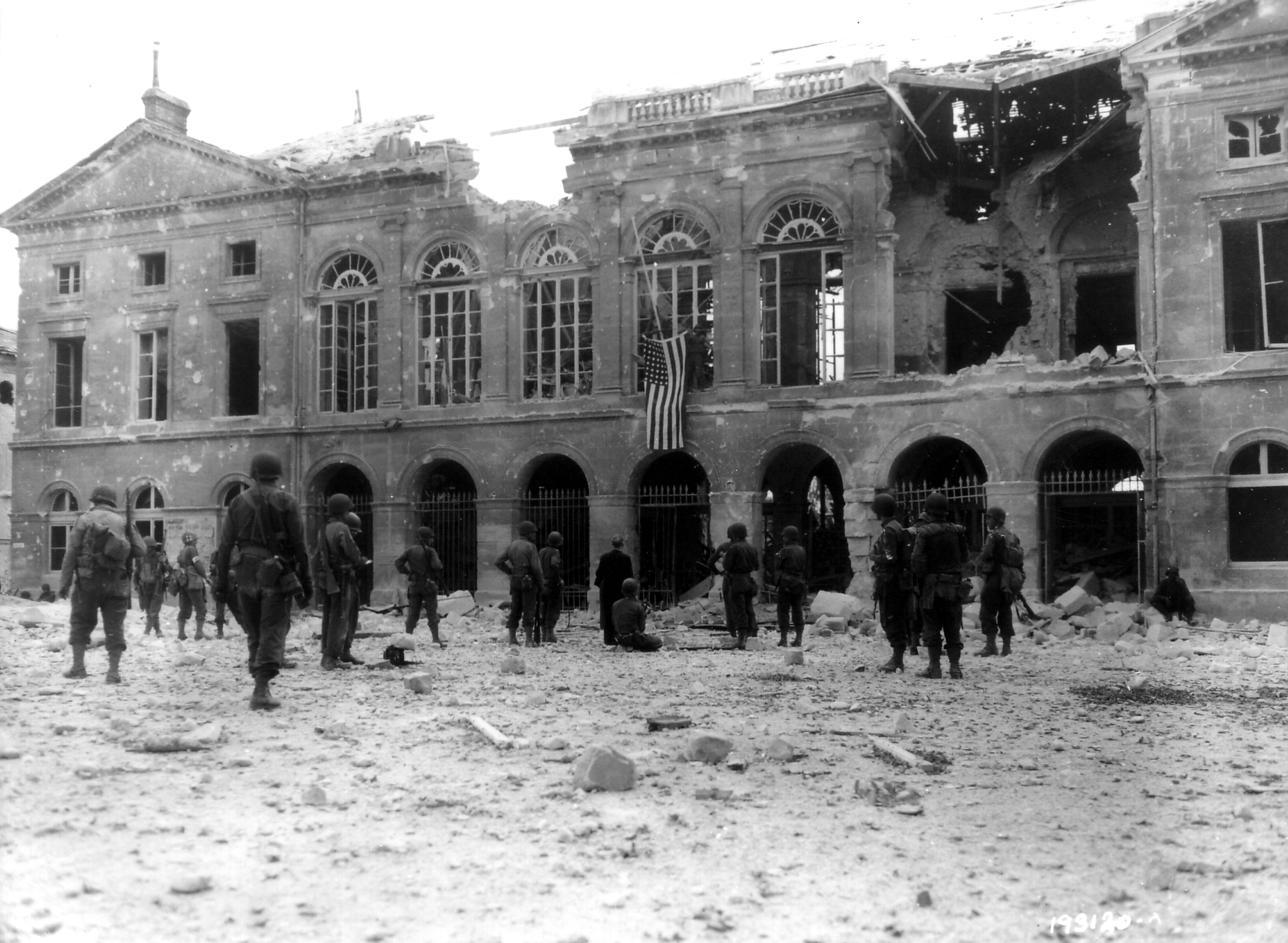
L'hôtel de ville détruit, juste après la libération de la ville par l'US Army, le 20 août 1944.

Le 17 août, Patton, excédé, demande aux GI's de contourner la ville par l'est, par Urou. Mais la 9e Panzerdivision et ses Panzer IV défend la ville avec un acharnement incroyable. Vers le 18, la 2e SS-Panzer-Division Das Reich (2. SS Panzerdivision „Das Reich“, ceux d'Oradour-sur-Glane), arrive du Bourg-Saint-Léonard sur les faubourgs est d'Argentan, les combats tournent vite au corps à corps.
Lorsque la 80e division d'infanterie américaine pénètre enfin dans la ville au matin du 20, les panzers et l'église Saint-Germain sont encore en flammes : l’artillerie américaine sur les hauteurs sud de la ville a pilonné sans relâche. La ville est détruite à 80 %.

#### Fin duXXeet début duXXIesiècle
Depuis, la ville s'est développée à partir de son industrie, mais au début des années 2000, les délocalisations et les fermetures sclérosent Argentan. Près d'un tiers des habitants de la ville habitent un quartier prioritaire en 2020, avec un taux de pauvreté atteignant jusqu'à 49 %. Argentan bénéficie ainsi d'un contrat de ville afin de financer des opérations de rénovation urbaine, ayant notamment abouti à la destruction de deux tours datant de 1969, nommées Auvergne et Alsace-Lorraine, en 2018 et 2024, dans le quartier des Provinces,.
Argentan est décorée de la Légion d'honneur et de la croix de guerre 1939-1945.
Les 27 et 28 novembre 2004, la ville a accueilli la Coupe de France des sports virtuels, et le tournoi d'ouverture de la PESLeague 2004-2005.
Dans le cadre de la réhabilitation de la place du Général Leclerc en 2021, une campagne de fouilles archéologiques menée par l'INRAP du 15 février 2021 au 19 mars 2021, a permis de mettre au jour les fondations de la chapelle de l'ancien hospice Saint-Jacques datant du Moyen Âge. Des recherches approfondies ont révélé un sarcophage en pierre calcaire de la région ainsi que 70 autres tombes dont certaines avec leurs dépouilles. Cet hospice dont l'existence est prouvée en 1186 accueillait des malades, des pèlerins de Saint-Jacques de Compostelle et du Mont-Saint-Michel.

## Héraldique, devise

Grandes Armes.

| Blason de Argentan | Blason  | D’argent, à l'aigle bicéphale de sable, nimbée du champ. |
| Blason de Argentan | Détails | Un édit du roi de 1696, attribue les armoiries suivantes : d’argent à un aigle de sable La devise d'Argentan est : jovi mea serviet ales (« mon aigle restera soumise à Jupiter ») |

## Politique et administration

### Divisions administratives

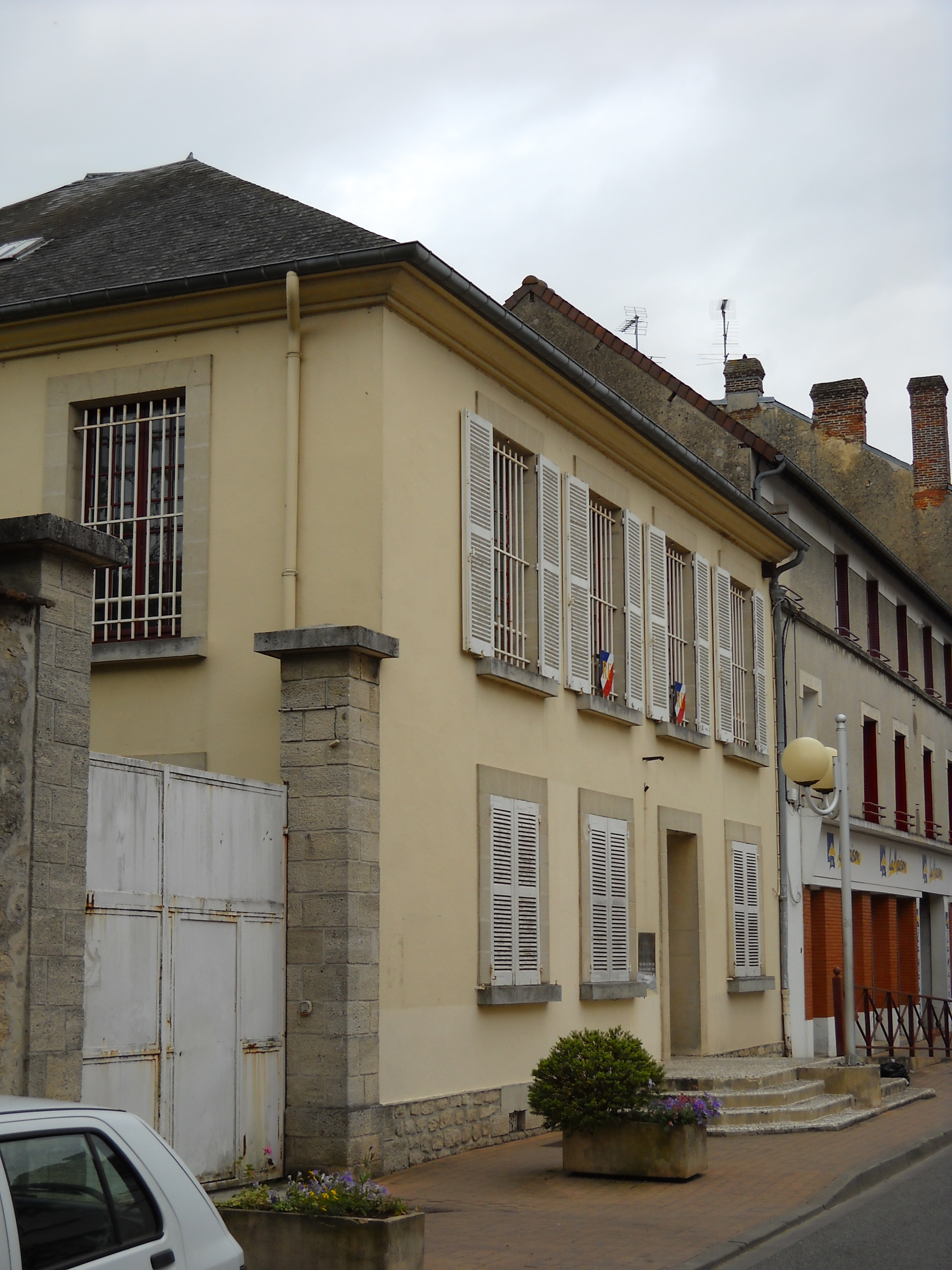
Ancienne sous-préfecture d'Argentan.

La ville est le bureau centralisateur de deux cantons :
- le canton d'Argentan-1 est formé d'une partie d'Argentan et de quinze autres communes (Aunou-le-Faucon, Boischampré, Brieux, Commeaux, Fontenai-sur-Orne, Juvigny-sur-Orne, Montabard, Moulins-sur-Orne, Nécy, Occagnes, Ri, Rônai, Sai, Sarceaux et Sévigny). En 2022, il comptait 13 361 habitants ;
- le canton d'Argentan-2 est formé d'une partie d'Argentan et de trente-trois autres communes (Aubry-en-Exmes, Avernes-sous-Exmes, Bailleul, Le Bourg-Saint-Léonard, Chambois, La Cochère, Coudehard, Coulonces, Courménil, Écorches, Exmes, Fel, Fontaine-les-Bassets, Ginai, Guêprei, Louvières-en-Auge, Merri, Mont-Ormel, Montreuil-la-Cambe, Neauphe-sur-Dive, Omméel, Ommoy, Le Pin-au-Haras, Saint-Gervais-des-Sablons, Saint-Lambert-sur-Dive, Saint-Pierre-la-Rivière, Silly-en-Gouffern, Survie, Tournai-sur-Dive, Trun, Urou-et-Crennes, Villebadin et Villedieu-lès-Bailleul). En 2022, il comptait 13 359 habitants;

Les conseillers généraux de ces deux cantons sont Brigitte Gasseau (DVG), maire de Sévigny et Frédéric Leveillé (PS), maire d'Argentan et président de Terres d'Argentan Interco (Argentan-1), et Cendrine Chazé (DVD) et Frédéric Godet (DVD) maire délégué d’Aubry-en-Exmes et premier adjoint de Gouffern-en-Auge.(Argentan-2).
Argentan est le chef-lieu de l'arrondissement d'Argentan. Cet arrondissement, l'un des trois que compte l'Orne, s'étend sur le nord du département, en réunissant 17 cantons et 226 communes. Il comptait 118 095 habitants en 2012. Le sous-préfet de l'arrondissement d'Argentan est Christine Royer.
Les électeurs d'Argentan participent à l'élection du député de la troisième circonscription de l'Orne, dite « d'Argentan–Flers ». Jérôme Nury (LR) en est l'actuel député (2017-2022). Le territoire couvert par cette circonscription équivaut presque à celui de l'arrondissement d'Argentan, à l'exception de quatre anciens cantons de l'arrondissement d'Argentan (Le Merlerault, Gacé, Vimoutiers et la Ferté-Frênel) qui votent dans la deuxième circonscription de l'Orne dite « de L'Aigle–Mortagne-au-Perche ».
Argentan appartient depuis le 1er janvier 2014 à la communauté de communes Argentan Interco, devenue le 12 mai 2023 Terres d'Argentan Interco, présidée par Frédéric Léveillé, maire d'Argentan. La commune faisait partie de 2001 à 2013 de la communauté de communes du Pays d'Argentan et avant elle, depuis le 1er janvier 1994, du district du Pays d'Argentan.

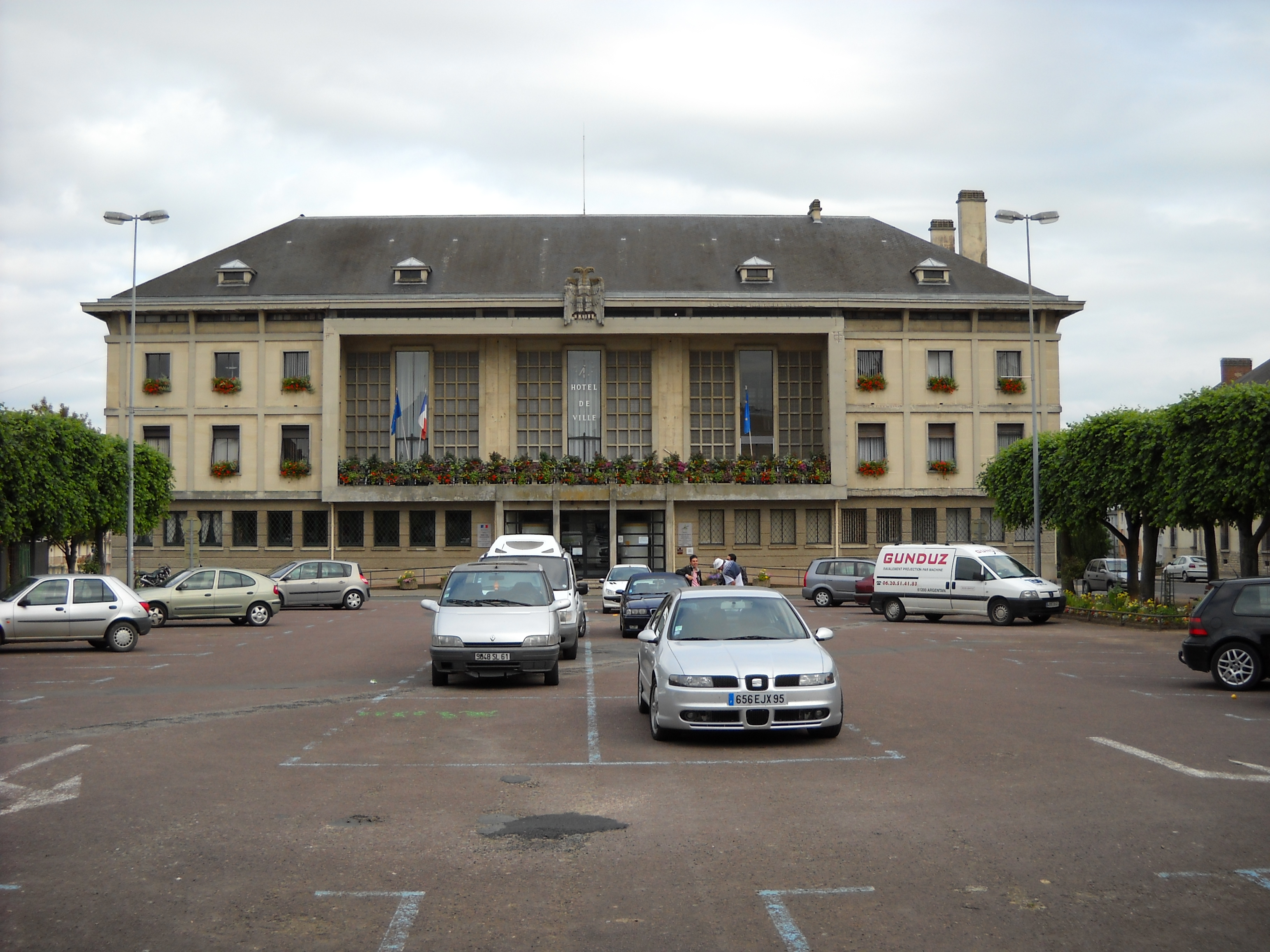
L'hôtel de ville.

### Liste des maires
Depuis le 15 juillet 2019, Frédéric Léveillé (PS) est le maire d'Argentan. Il a succédé à Pierre Pavis, lui aussi socialiste, qui était premier édile depuis l'élection municipale de 2001.
À la suite de l'élection municipale de 2020, le conseil municipal est composé de trente-trois membres, dont le maire et ses sept adjoints.
La majorité municipale, d'union de la gauche, regroupe vingt-cinq conseillers municipaux. L'opposition est représentée par quatre élus d'une liste divers centre et quatre d'une liste sans étiquette.

### Budget et fiscalité 2018
En 2018, le budget de la commune était constitué ainsi :
- total des produits de fonctionnement : 18 318 000 €, soit 1 272 € par habitant ;
- total des charges de fonctionnement : 16 772 000 €, soit 1 164 € par habitant ;
- total des ressources d’investissement : 279 000 €, soit 194 € par habitant ;
- total des emplois d’investissement : 3 975 000 €, soit 276 € par habitant.
- endettement : 9 167 000 €, soit 636 € par habitant.

Avec les taux de fiscalité suivants :
- taxe d’habitation : 17,42 % ;
- taxe foncière sur les propriétés bâties : 19,36 % ;
- taxe foncière sur les propriétés non bâties : 47,36 % ;
- taxe additionnelle à la taxe foncière sur les propriétés non bâties : 0,00 % ;
- cotisation foncière des entreprises : 0,00 %.

Chiffres clés Revenus et pauvreté des ménages en 2016 : Médiane en 2016 du revenu disponible, par unité de consommation : 17 666 €.

### Label ville Internet
Depuis le palmarès 2007, la commune d'Argentan est récompensée chaque année par le label « Ville Internet @@@@@ »,, qui est le plus haut niveau de ce palmarès. Au palmarès 2010, seules quinze autres communes françaises bénéficient avec Argentan de ce niveau.
Parmi les projets développés on peut citer l’atelier santé collaboratif. Ici, l’outil, développé sous licence libre, a été déployé pour les professionnels de santé qui travaillent ensemble à réduire les inégalités sociales et territoriales de santé. Ce réseau de professionnels existe depuis près de dix ans.

### Jumelages
Argentan est jumelée avec trois villes d'Europe.
- Abingdon (Angleterre) depuis 1975, à 10 km d'Oxford.
- Baja (Hongrie) depuis 1998.
- Rotenburg (Allemagne) depuis 1975, à 50 km de Cassel.

## Vie militaire
Unités militaires ayant tenu garnison à Argentan :
- 104e régiment d'infanterie, 1906.

## Population et société

### Démographie

#### Évolution démographique
L'évolution du nombre d'habitants est connue à travers les recensements de la population effectués dans la commune depuis 1793. Pour les communes de plus de 10 000 habitants les recensements ont lieu chaque année à la suite d'une enquête par sondage auprès d'un échantillon d'adresses représentant 8 % de leurs logements, contrairement aux autres communes qui ont un recensement réel tous les cinq ans,.
En 2022, la commune comptait 13 494 habitants, en évolution de −2,68 % par rapport à 2016 (Orne : −3,21 %, France hors Mayotte : +2,11 %).
Argentan a compté jusqu'à 17 327 habitants en 1982, la population a diminué de 24% depuis.
| 1793  | 1800  | 1806  | 1821  | 1836  | 1841  | 1846  | 1851  | 1856  |
| ----- | ----- | ----- | ----- | ----- | ----- | ----- | ----- | ----- |
| 5 598 | 5 618 | 6 013 | 5 457 | 5 772 | 5 611 | 5 634 | 5 673 | 5 833 |

| 1861  | 1866  | 1872  | 1876  | 1881  | 1886  | 1891  | 1896  | 1901  |
| ----- | ----- | ----- | ----- | ----- | ----- | ----- | ----- | ----- |
| 5 638 | 5 401 | 5 725 | 5 788 | 6 300 | 6 285 | 6 247 | 6 309 | 6 291 |

| 1906  | 1911  | 1921  | 1926  | 1931  | 1936  | 1946  | 1954  | 1962   |
| ----- | ----- | ----- | ----- | ----- | ----- | ----- | ----- | ------ |
| 6 387 | 6 870 | 6 753 | 7 129 | 7 038 | 7 204 | 6 711 | 8 339 | 12 757 |

| 1968   | 1975   | 1982   | 1990   | 1999   | 2006   | 2011   | 2016   | 2021   |
| ------ | ------ | ------ | ------ | ------ | ------ | ------ | ------ | ------ |
| 14 558 | 16 774 | 17 327 | 16 413 | 16 596 | 14 900 | 14 315 | 13 866 | 13 291 |

| 2022   | - | - | - | - | - | - | - | - |
| ------ | - | - | - | - | - | - | - | - |
| 13 494 | - | - | - | - | - | - | - | - |

#### Pyramide des âges
En 2018, le taux de personnes d'un âge inférieur à 30 ans s'élève à 32,4 %, soit au-dessus de la moyenne départementale (31 %). À l'inverse, le taux de personnes d'âge supérieur à 60 ans est de 32,6 % la même année, alors qu'il est de 33 % au niveau départemental.
En 2018, la commune comptait 6 665 hommes pour 7 065 femmes, soit un taux de 51,46 % de femmes, légèrement supérieur au taux départemental (51,31 %).
Les pyramides des âges de la commune et du département s'établissent comme suit.
| Hommes | Classe d’âge | Femmes |
| ------ | ------------ | ------ |
| 0,7    | 90 ou +      | 2,4    |
| 8,6    | 75-89 ans    | 13,7   |
| 17,8   | 60-74 ans    | 21,8   |
| 18,7   | 45-59 ans    | 19,0   |
| 17,9   | 30-44 ans    | 14,3   |
| 20,8   | 15-29 ans    | 14,8   |
| 15,5   | 0-14 ans     | 14,0   |

| Hommes | Classe d’âge | Femmes |
| ------ | ------------ | ------ |
| 1,1    | 90 ou +      | 2,9    |
| 9,2    | 75-89 ans    | 12,6   |
| 21,1   | 60-74 ans    | 21,4   |
| 20,5   | 45-59 ans    | 19,7   |
| 15,8   | 30-44 ans    | 15,1   |
| 15,6   | 15-29 ans    | 13,4   |
| 16,7   | 0-14 ans     | 14,9   |

### Santé
Le centre hospitalier d'Argentan offre une large gamme de services hospitaliers : services d'urgences médicales (SMUR), chirurgie, cardiologie, gastroentérologie-diabétologie, pneumologie, psychiatrie, gynécologie-obstétrique, maternité, pédiatrie, gériatrie, radiologie, imagerie médicale, services d'anesthésie et de soins de suite.
L'hôpital d'Argentan a également décidé lors de sa rénovation de rendre un hommage à Fernand Léger, un peintre français natif de la ville. Ainsi, c'est la charte chromatique de couleurs vives de l'artiste qui compose la signalétique de chaque étage et service, ses œuvres décorent les différents espaces de circulations et les murs de l'hôpital.
L'hôpital d'Argentan, unique infrastructure hospitalière de la ville, centralise ainsi les services hospitaliers d'autant plus que la clinique privée a fermé récemment.

## Économie

### Approche générale
C'est Marguerite de Lorraine-Vaudémont, épouse du duc d'Alençon qui va considérablement développer la ville après le décès de son mari en 1492, elle y renforce les institutions religieuses : création de l'abbaye des bénédictines (en partie encore visible) et dynamise la construction des églises, notamment Saint-Germain (où le cœur de Marguerite de Lorraine est encore conservé) et Saint-Martin, où l'on trouve dit-on les plus beaux vitraux de Basse-Normandie.
Hormis un tremblement de terre, la ville n'a pas connu de grands bouleversements jusqu'à la Révolution française. La ville est alors marquée par une forte présence religieuse (la visite d'Henri IV et l'installation des Plantagenêts au château d'Argentan en témoignent) et un nombre impressionnant d'hôtels particuliers (le quartier Saint-Martin, épargné miraculeusement en 1944, en renferme encore de nombreux), mais la Terreur, en touchant de plein fouet l'Église, bloque la croissance de la ville.
Ce n'est qu'avec l'industrialisation que la ville rebondit, avec ses abattoirs, et sa petite industrie proto agro-alimentaire, son marché aux bestiaux, mais surtout l'importance de la ligne de Paris à Granville (et de la Ligne de Caen à Tours), faisant de la ville une importante plaque tournante du réseau, transformant une partie d'Argentan en véritable village de cheminots.
Depuis les deux guerres mondiales, une main-d'œuvre moyennement qualifiée et à bas coût avait permis l'arrivée d'investisseurs et l'installation de grosses usines (Moulinex, Solex, MIC, Motta…), une zone industrielle se crée ainsi qu'une rocade. Dans les années 1990, les fermetures d'entreprises se succèdent, ainsi que les plans sociaux. Les deux derniers en date, qui ont concerné la Fonderie Walfond et l'entreprise MIC (transpalettes), ont marqué les esprits de la population locale. Le passage à la mairie de François Doubin (PRG) de 1989 à 2001, qui occupait dans le même temps les fonctions de ministre délégué chargé du commerce et de l'industrie, n'a pas permis d'inverser cette tendance.
Le tourisme (ville entrée du parc naturel régional Normandie-Maine) est désormais la stratégie portée par l'équipe municipale actuelle (Pierre Pavis, PS) pour relancer l'attractivité de la ville et par là-même recréer de l'emploi. Emportée par la dynamique de son projet, la ville se modernise en reconstruisant un centre aquatique et une salle de spectacles.
Du côté des infrastructures, deux autoroutes, l'A28 (Rouen-Alençon) l'A88 (Caen-Sées) viennent désenclaver le territoire.
Un centre de détention moderne a été implanté à Argentan à la fin des années 1980.
La ville possède une antenne de la chambre de commerce et d'industrie de Flers-Argentan.

### Entreprises
- Ysco (en) France, filiale de Milcobel (nl) : spécialiste des sorbets, glaces et crèmes glacées (58 millions de litres), CA de 58 M€.
- Magnéti Marelli : fabrication des boîtiers papillon (10 000 pièces/jour), 280 salariés.
- Borney SAS : fabricant de drapeaux, banderoles et mâts porte-drapeaux.
- Normandie-Maine Distribution alimentaire (NMDA) : distribution de surgelés, entretien et réparation de véhicules frigorifiques.
- CetteFamille : entreprise de l'économie sociale et solidaire.

### Médias
- Radio Pays d'Argentan RPA (1981-1985)

Journaux disparus, localisés à Argentan :
- Affiches, annonces et avis divers d'Argentan (1813-1834)
- Journal judiciaire et commercial de l'arrondissement d'Argentan (1835-1848)
- Le Patriote de l'Orne (1848)
- Journal d'Argentan (1849-1851)
- Le Journal de l'Orne (1852-1944)
- Le Grelot (1870-1873)
- Les petites nouvelles du département de l'Orne (1872)
- Journal d'Argentan (1876-1908)
- Les Affiches de l'Ouest (1880)
- Le Progrès (1881-1885)
- Les Échos de l'Ouest (1880)
- Le Courrier d'Argentan, Vimoutiers, Trun (1888-1943)
- Les Échos de la région de l'ouest (1889-1896)
- Les Petites affiches de l'Orne (1895-1909)
- La Dépêche de l'Orne (1896-1914)
- L'Indépendant d'Argentan, Trun, Exmes, Mortrée (1899-1908)
- Les Échos de l'Ouest (1911-1914)
- L'Orne agricole (1931-1944)

## Culture locale et patrimoine

### Lieux et monuments

#### Édifices religieux
- L'abbaye Notre-Dame, rue de l'Abbaye, les vestiges de l'ancienne, rue de la République.
- L'église Saint-Martin, rue Saint-Martin (XVe – XVIe siècles).
- L'église Saint-Germain, rue Saint-Germain (XVe au XVIIIe siècle).
- L'église Saint-Martin-des-Champs de Mauvaisville d'origine romane (avec fresques).
- L'église Saint-Michel, rue Jeanne d'Arc[76], construite en 1968 par l'architecte Pierre Meurice.
- L'église Notre-Dame-de-l'Assomption de Coulandon.
- La chapelle Saint-Nicolas, rue des Anciens-Combattants, (office de tourisme) chapelle du château. Construite à la fin du XIVe siècle par Pierre II de Valois, comte d'Alençon.
- La chapelle Saint-Roch, chemin de Saint-Roch[77].
- La chapelle Notre-Dame-du-Perpétuel-Secours, rue des Rédomptoristes de l'ancien couvent des Rédemptoristes (médiathèque).

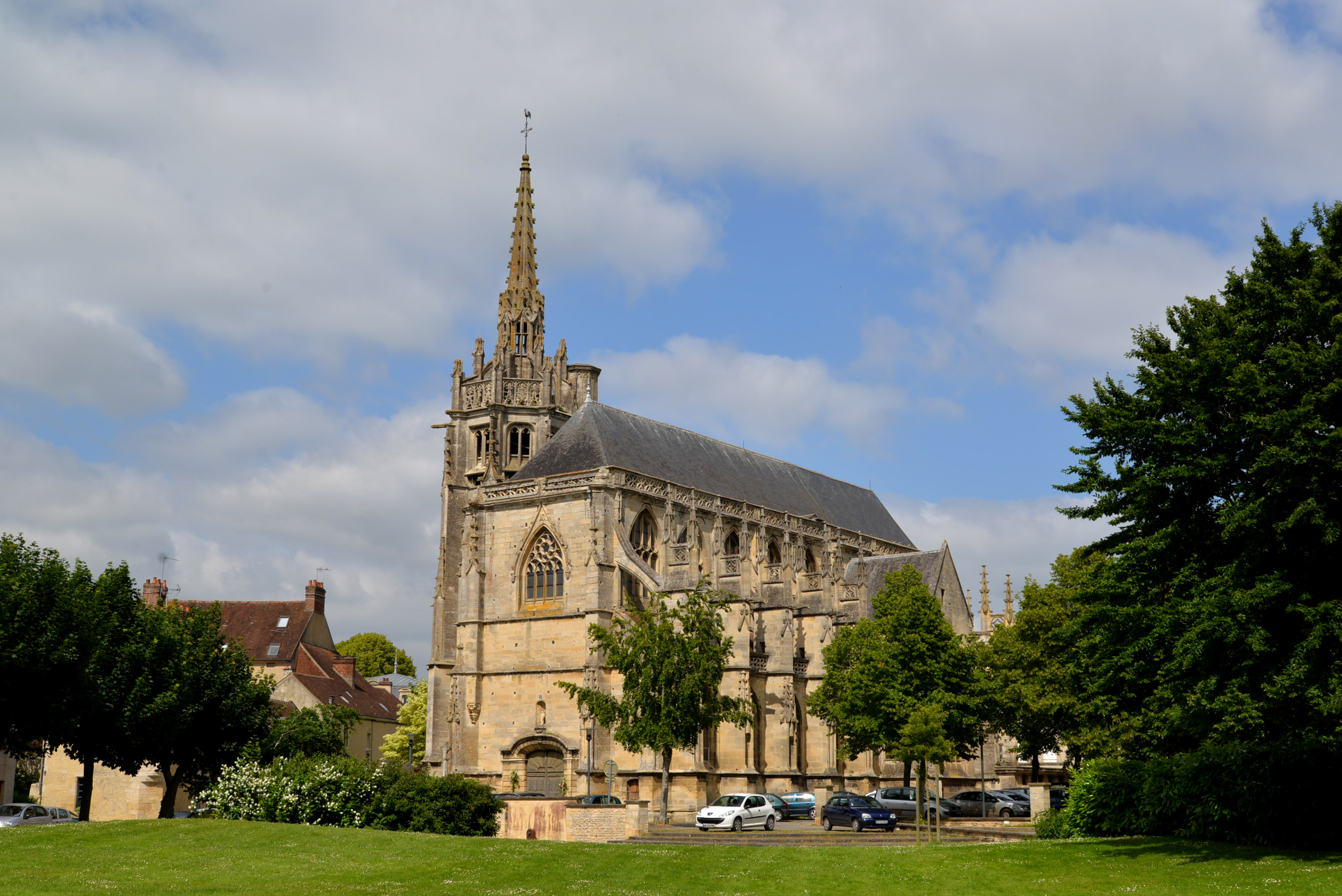
L'église Saint-Martin.
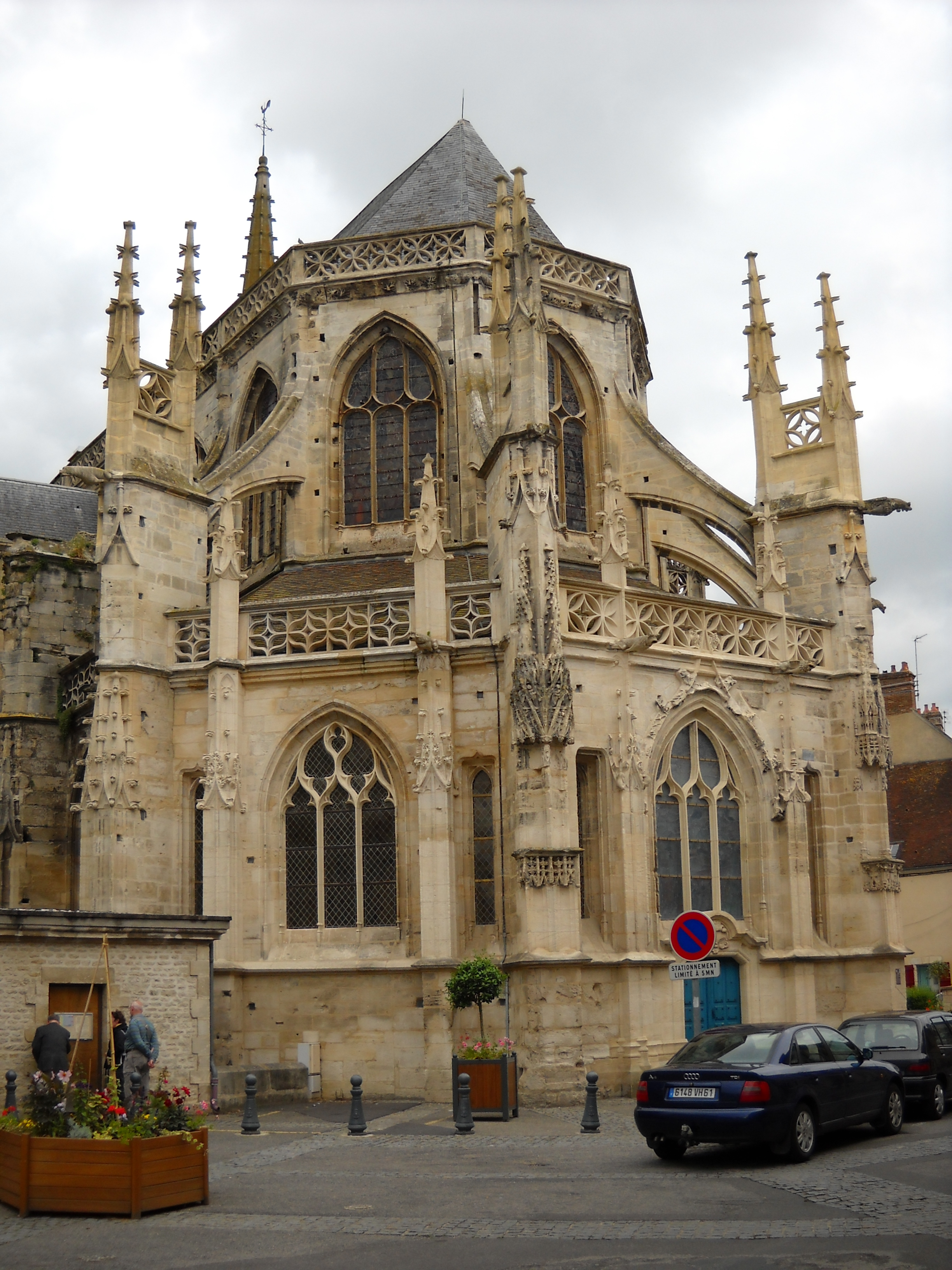
Le chevet de l'église Saint-Martin.
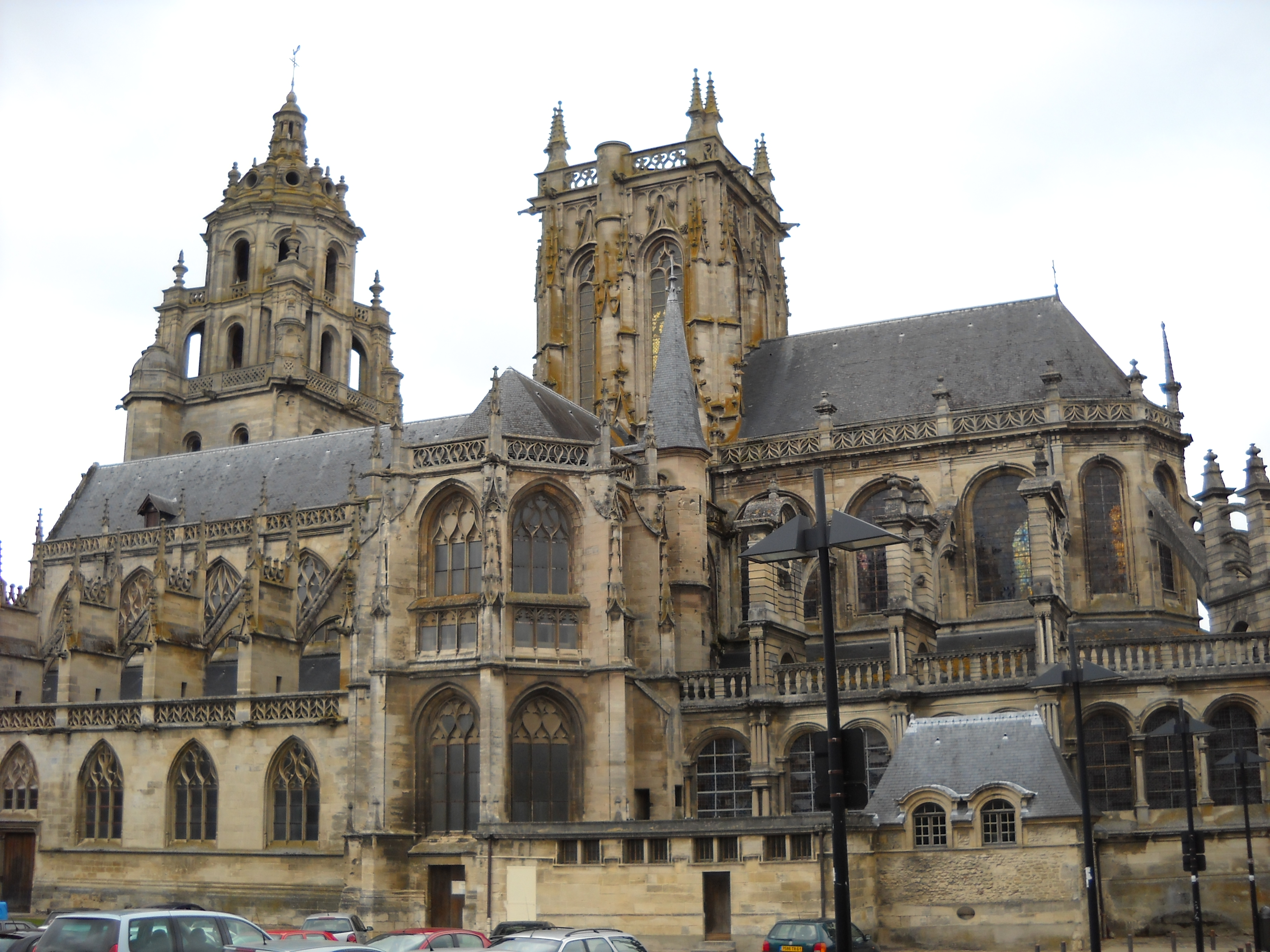
L'église Saint-Germain.
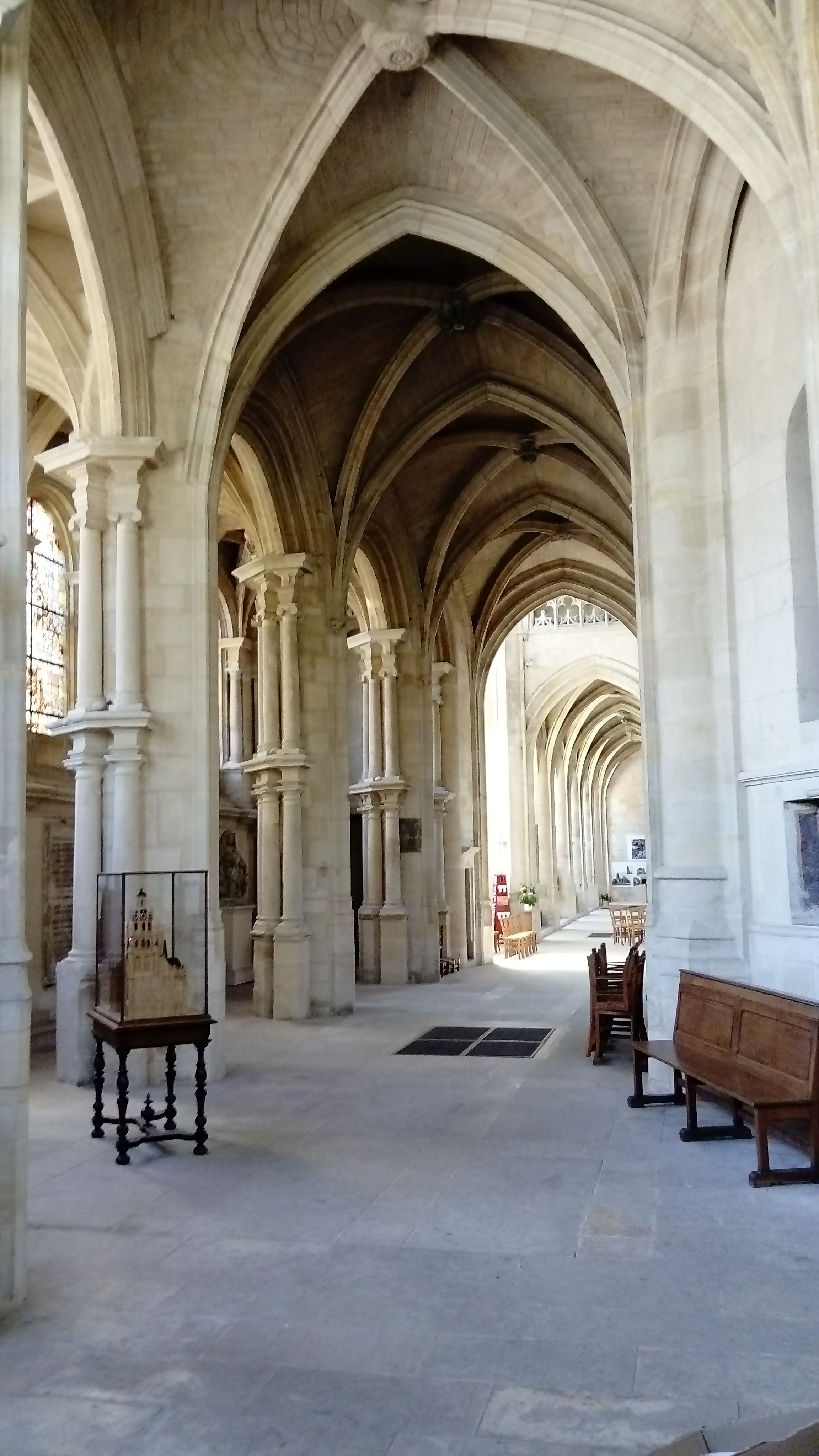
Vue intérieure de l'église Saint-Germain.
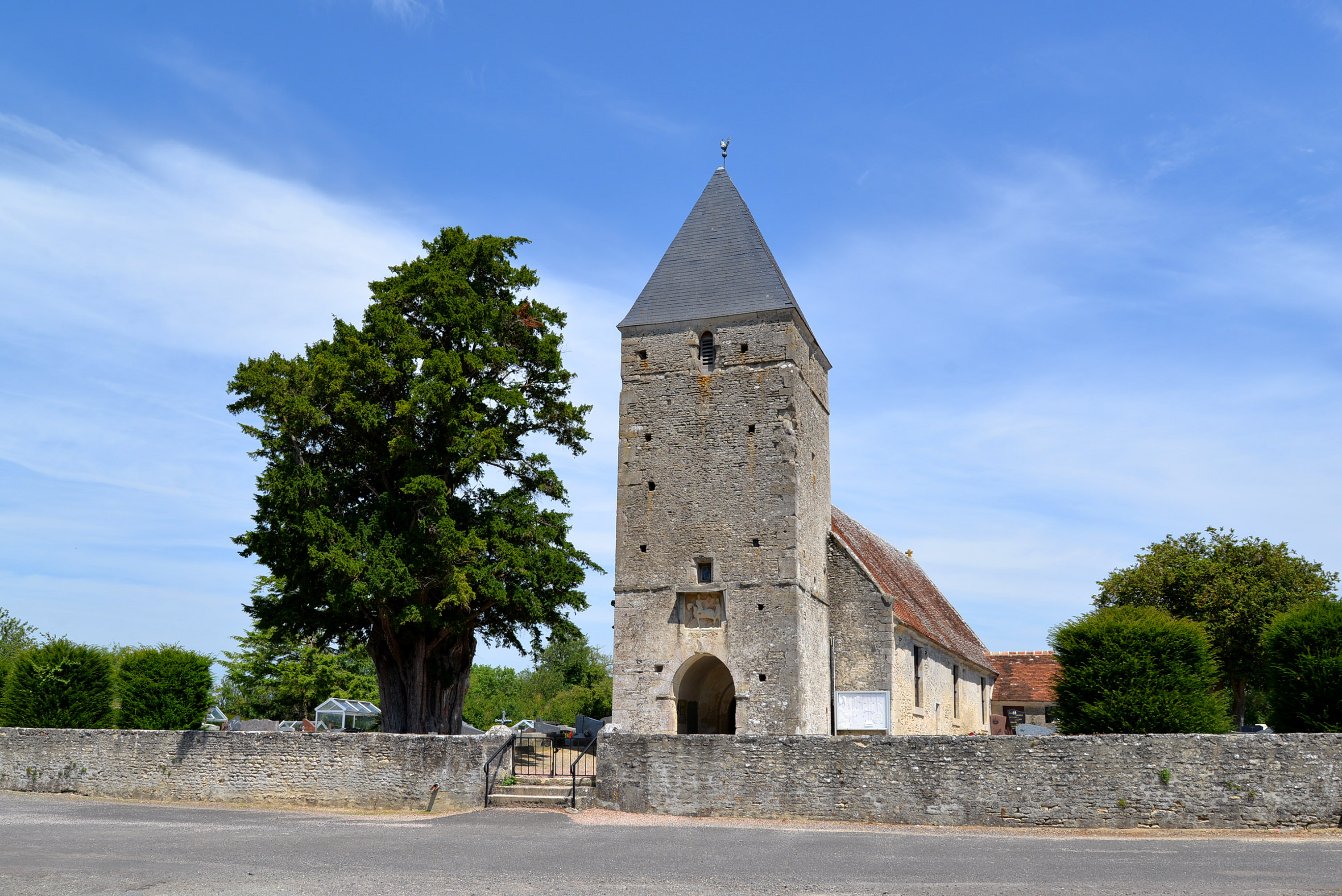
L'église Saint-Martin-des-Champs.
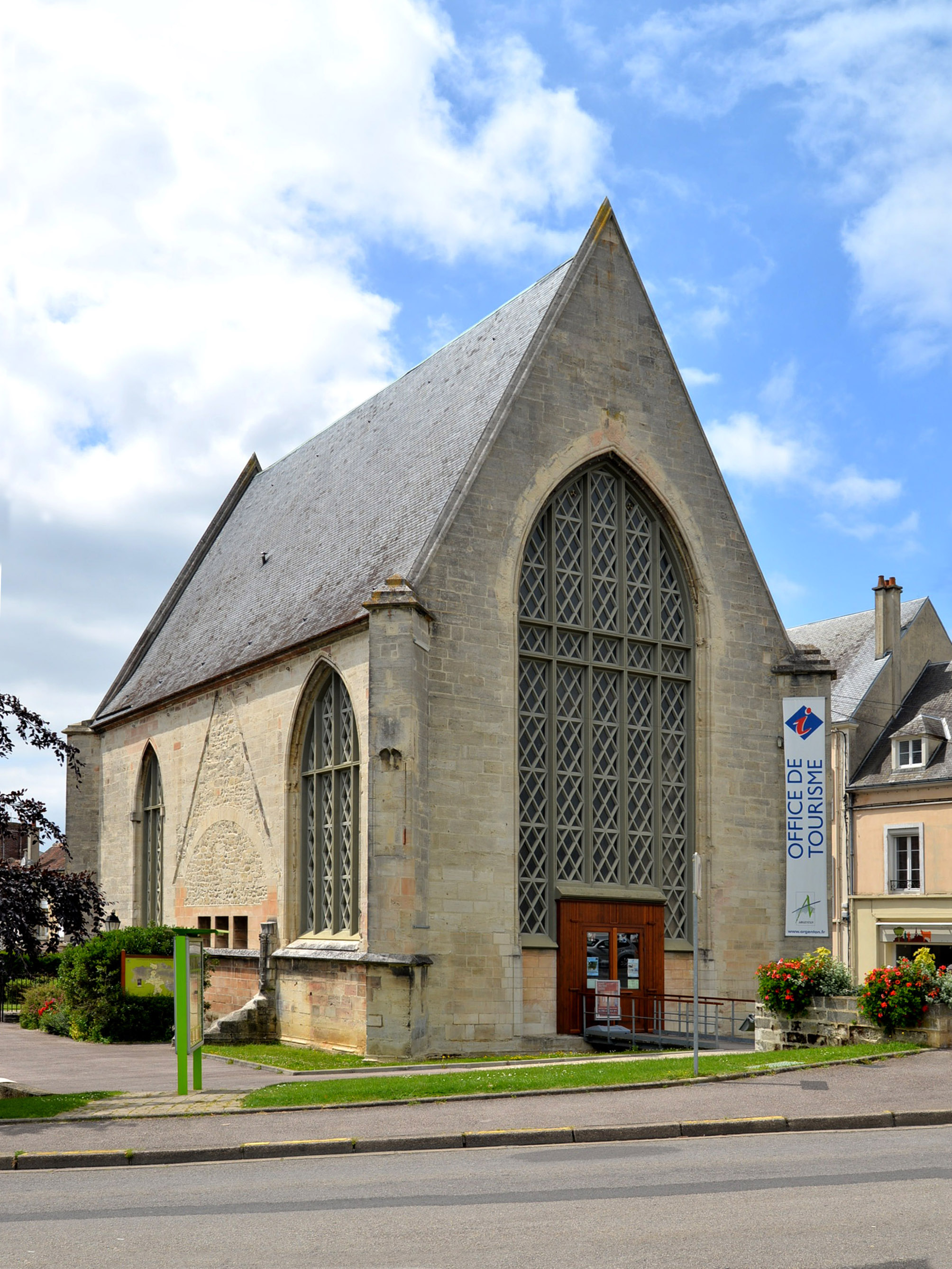
L'ancienne chapelle Saint-Nicolas.
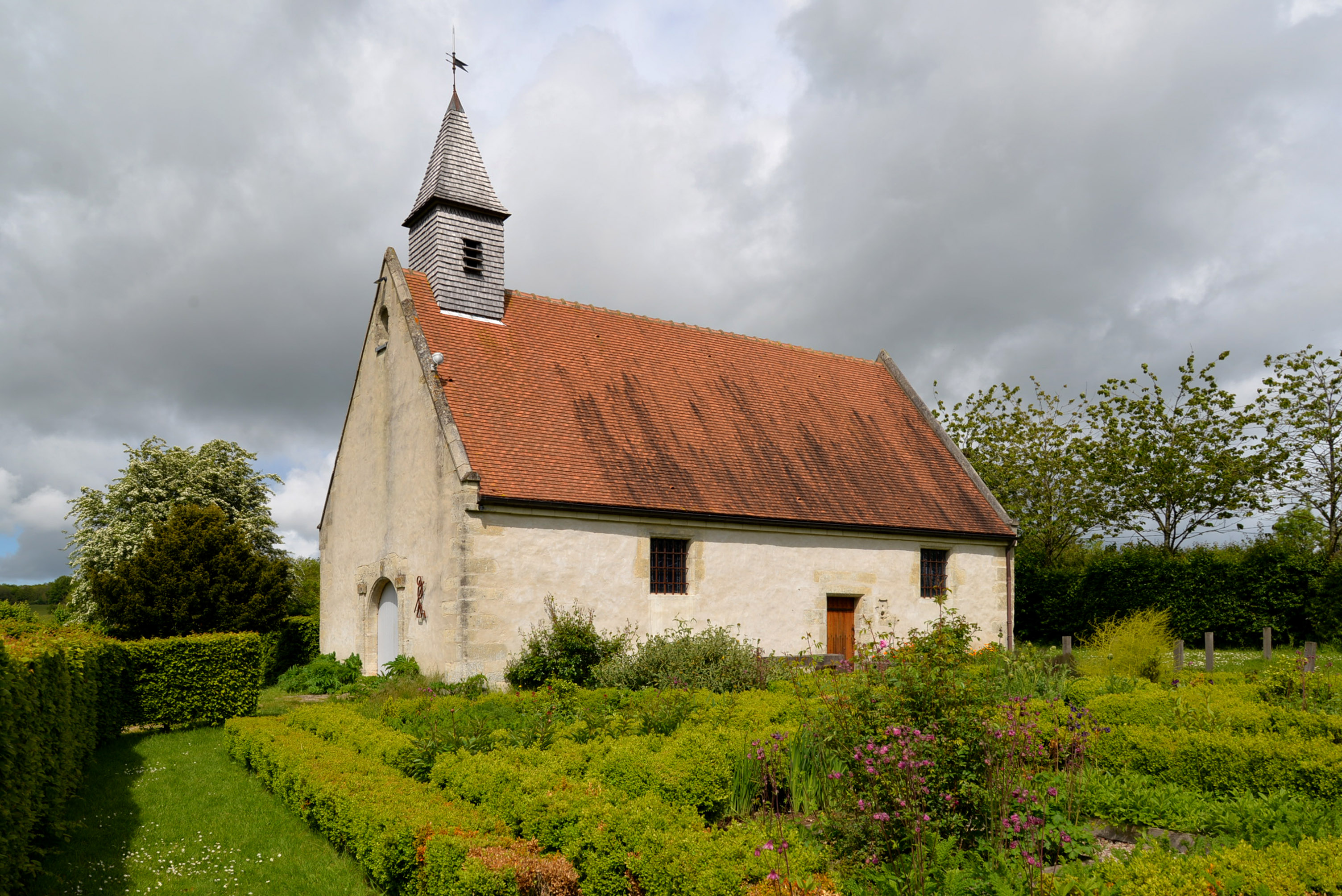
La chapelle Saint-Roch.

#### Patrimoine civil
- L’hôtel de ville, 1957, œuvre de Roland Geffroy, patrimoine du XXe siècle depuis septembre 2014[78].
- Les monuments commémoratifs tels que le monument aux morts.
- La maison où le peintre Fernand Léger a passé son enfance et son adolescence, située 3, rue des Jacobins, devenue musée Fernand-Léger - André-Mare.
- La maison natale du peintre cubiste André Mare, située 1, rue de Vieille-Prison.
- La maison des Fossés Tanarès.
- Le donjon d'Argentan, vestige des remparts qui entouraient l'ancienne ville[79].
- La tour Marguerite, datant de l'époque médiévale[80]. Elle faisait partie des fortifications de la cité.
- Le château des Ducs (XIVe siècle)[81], actuel palais de justice.
- La maison des Dentelles : musée de la dentelle et du point d'Argentan[82].
- Le cheval d'Agustín Cárdenas dans le parc de la médiathèque François-Mitterrand[83].
- Le Quai des Arts (salle de spectacle).

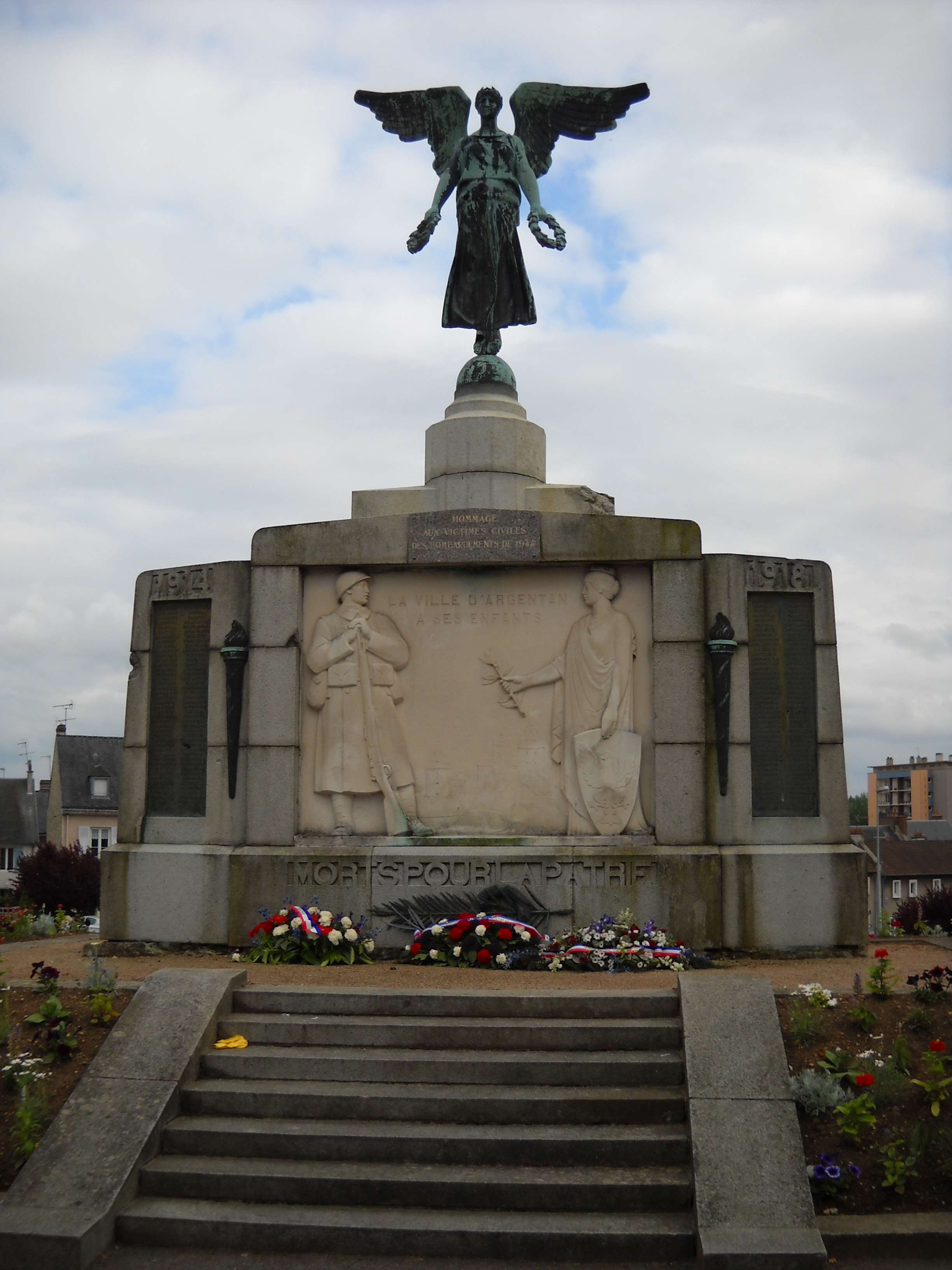
Le monument aux morts.
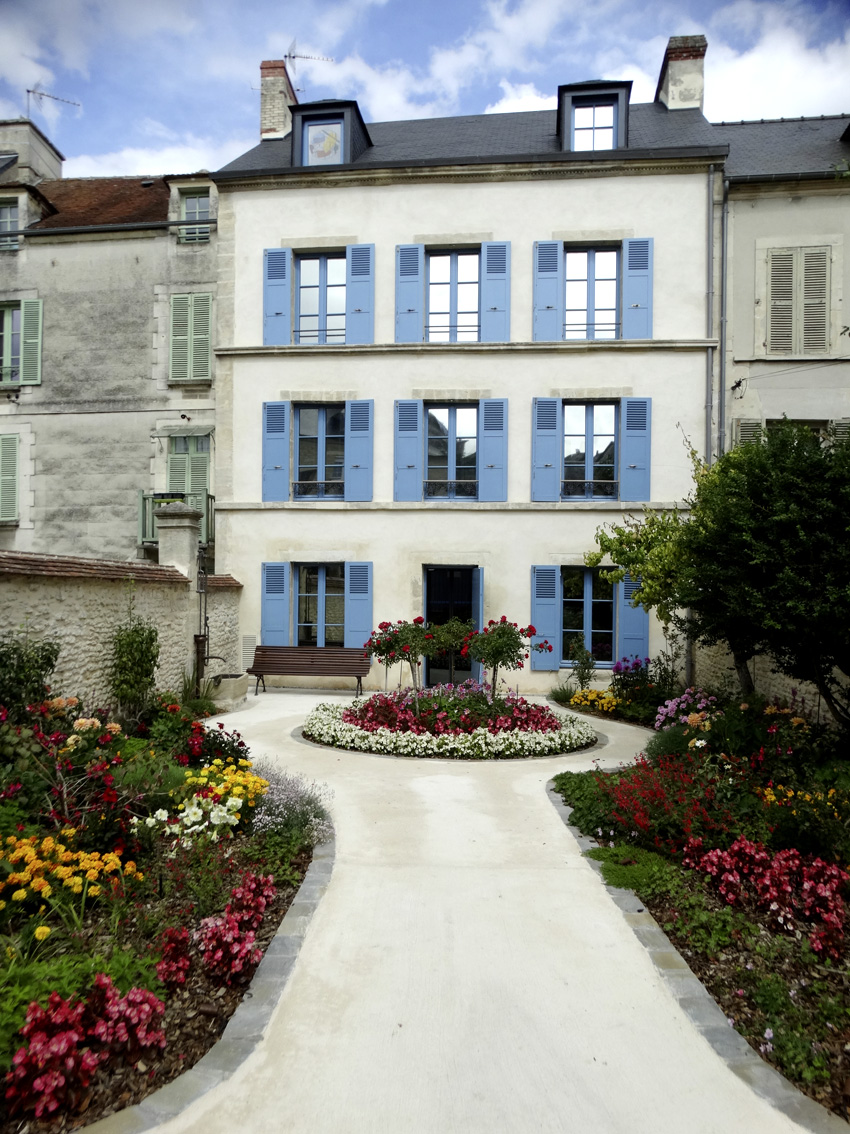
Le musée Fernand Léger - André Mare.
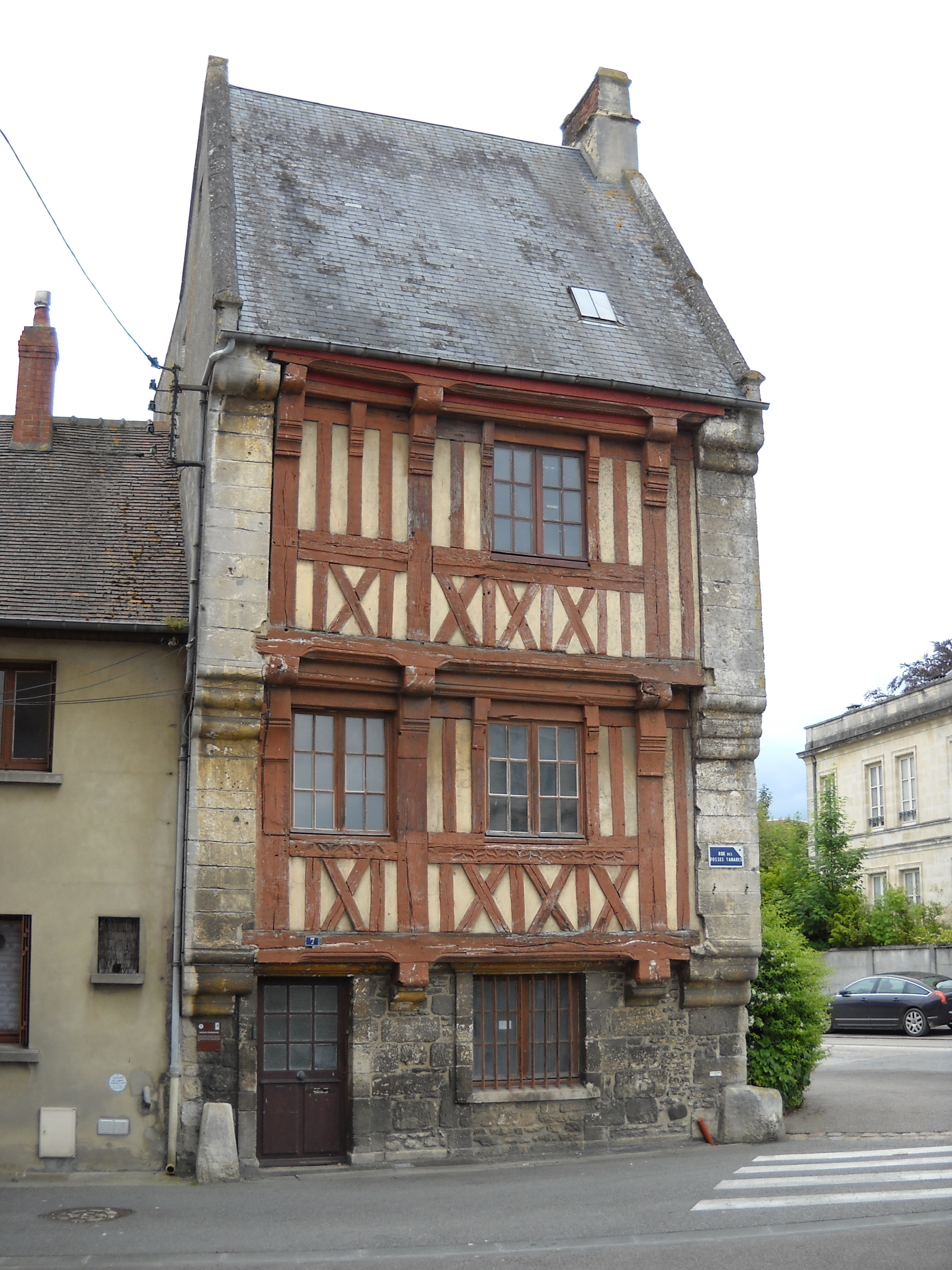
La maison des Fossés Tanarès.
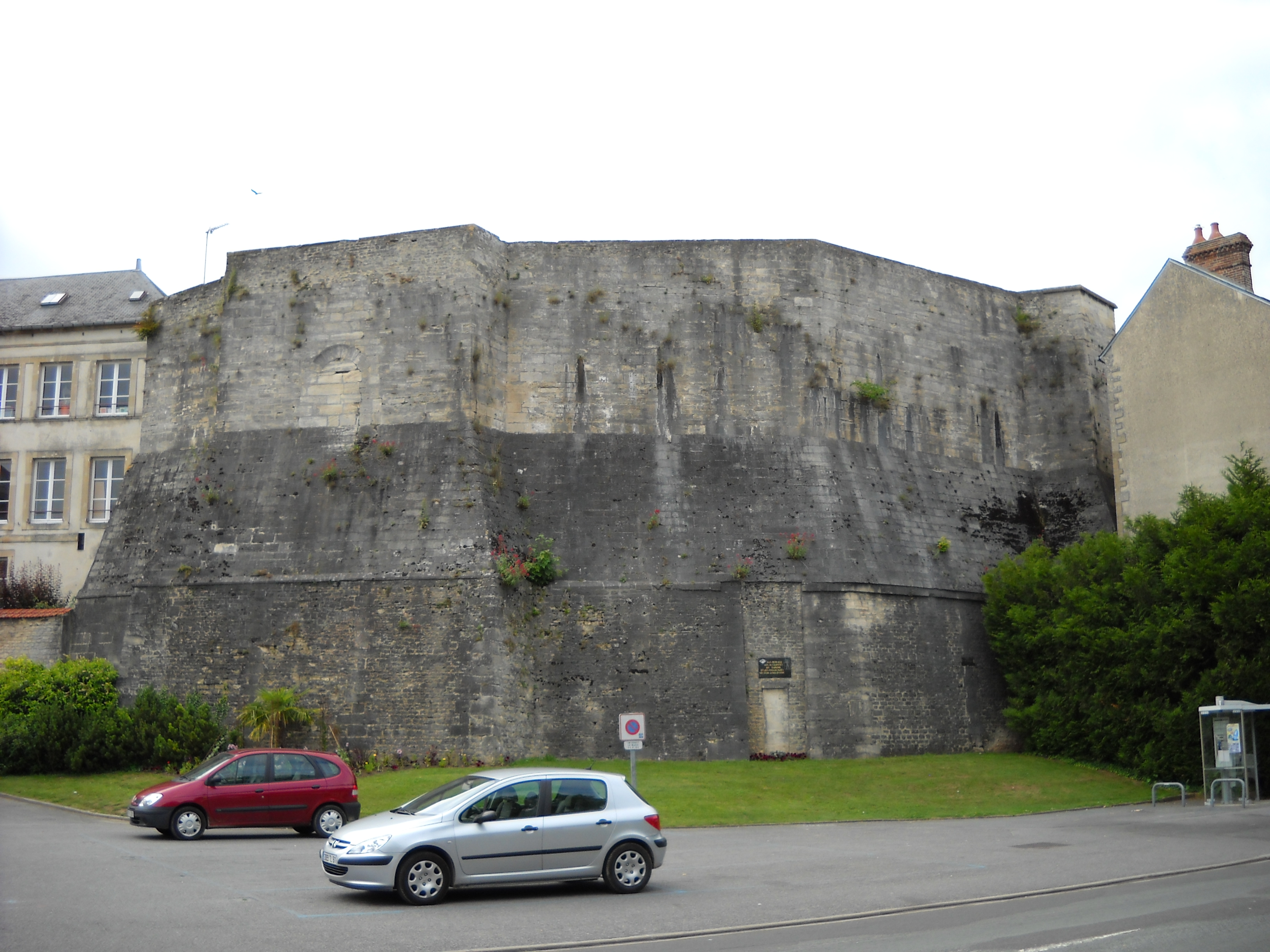
Le donjon d'Argentan.
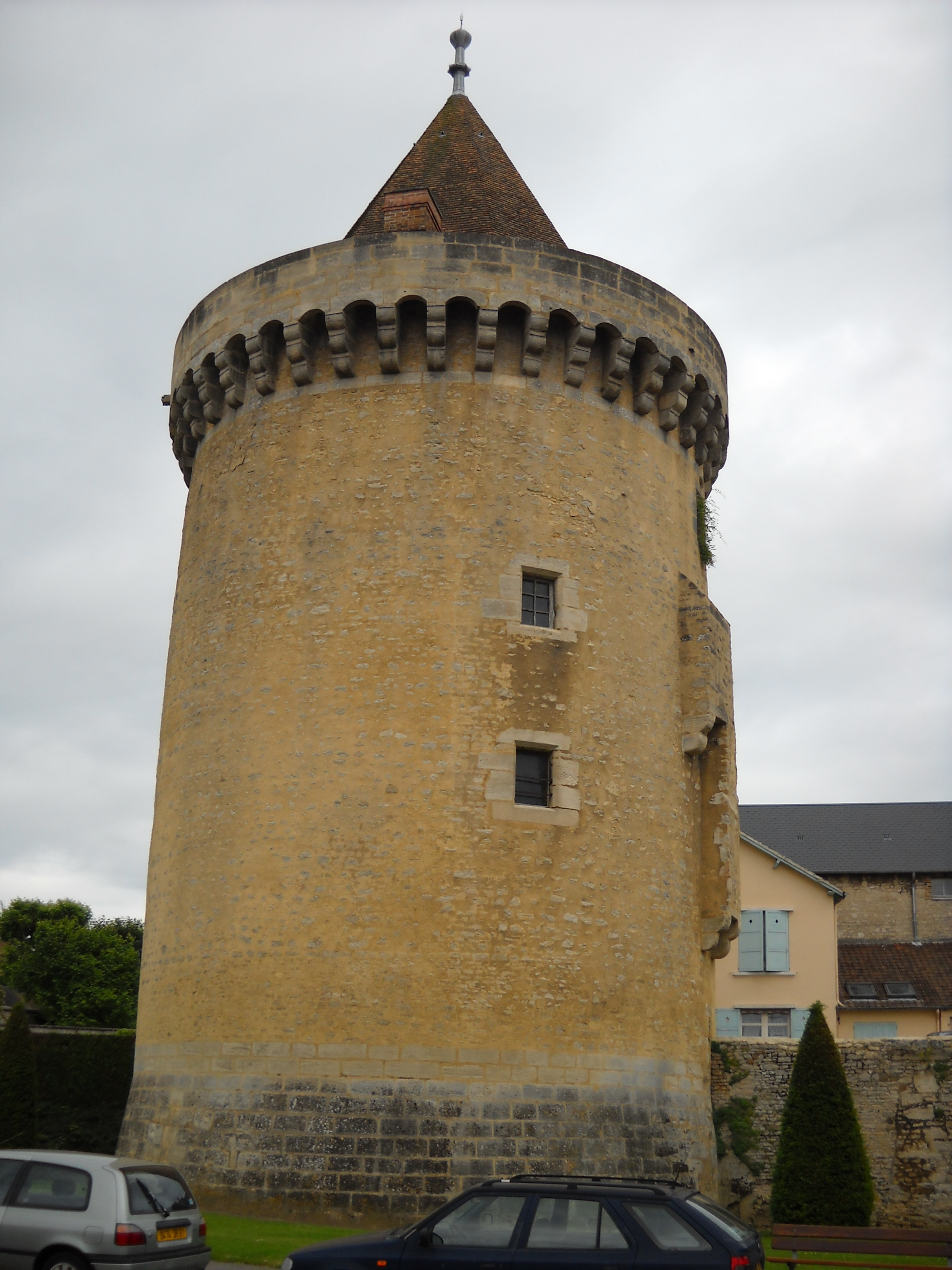
La tour Marguerite.
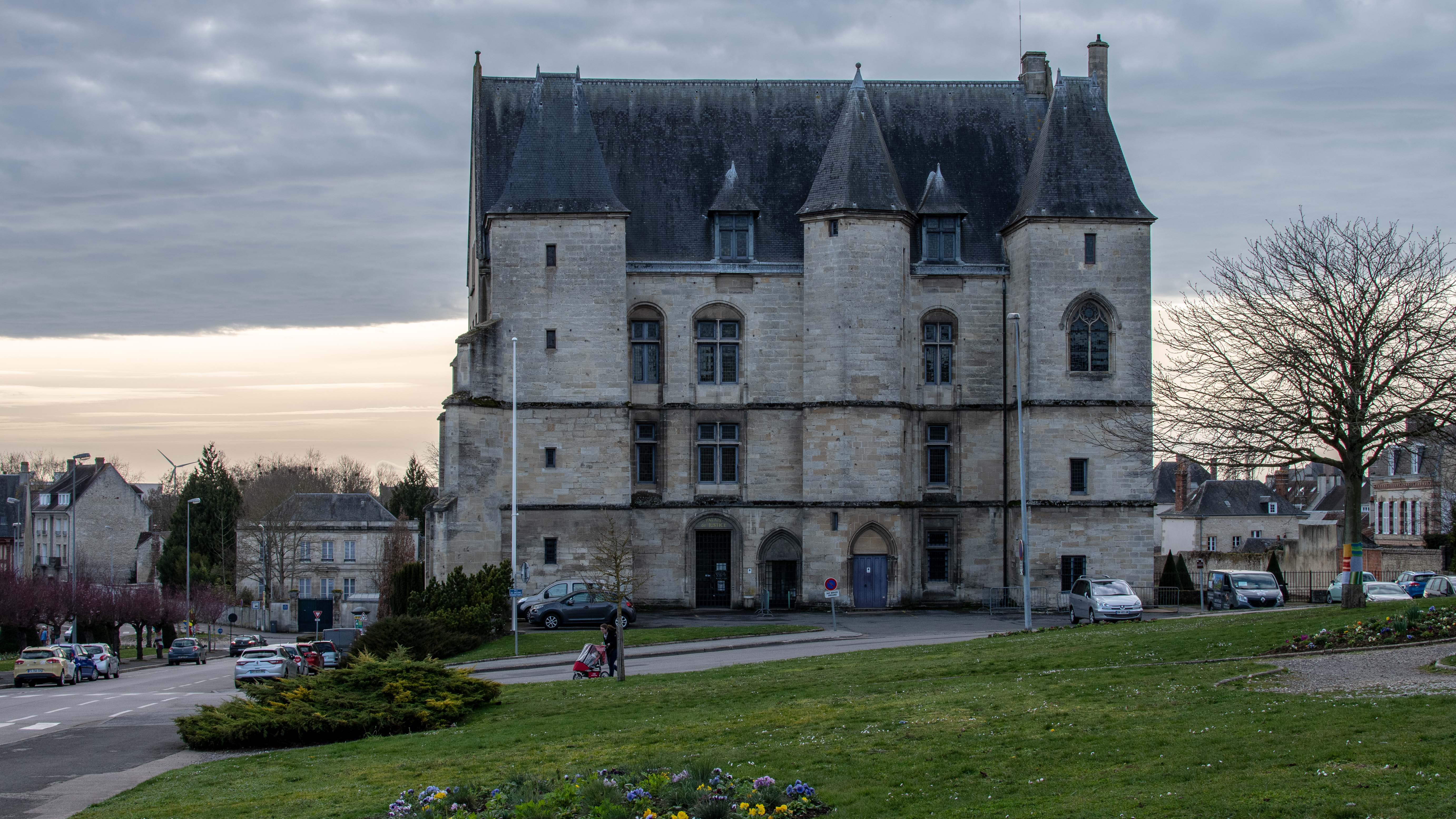
Le palais de justice.
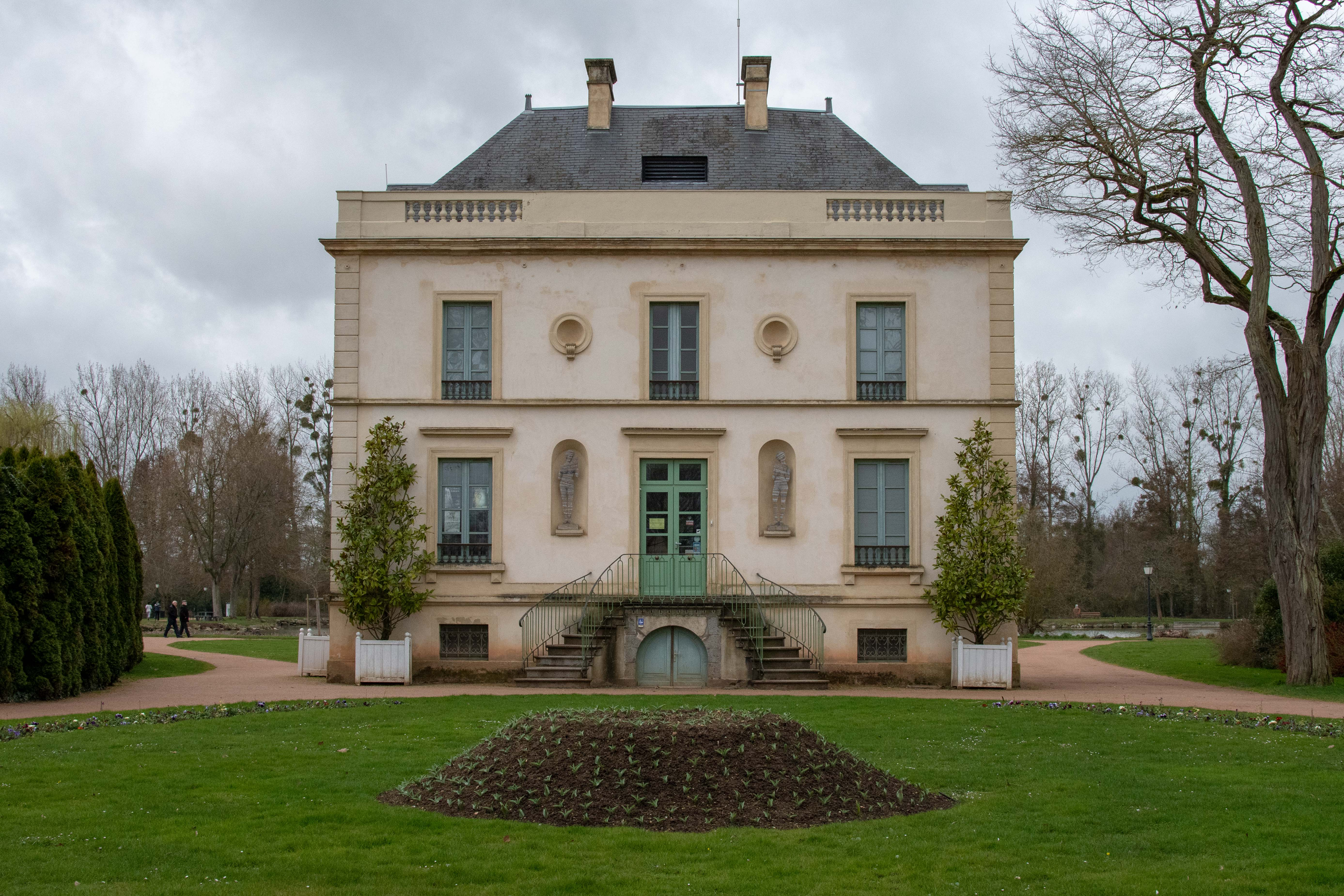
La maison des Dentelles.

#### Patrimoine industriel
- Dans les dossiers du Patrimoine industriel de l'Orne : une fonderie[84], usine Moulinex[85], un moulin à foulon-minoterie[86], la briqueterie Saint-Martin[87], une usine d'appareils de levage et de manutention MIC[88].

#### Patrimoine disparu
- La colonne des Trois Croix[89].

#### Parcs et espaces verts

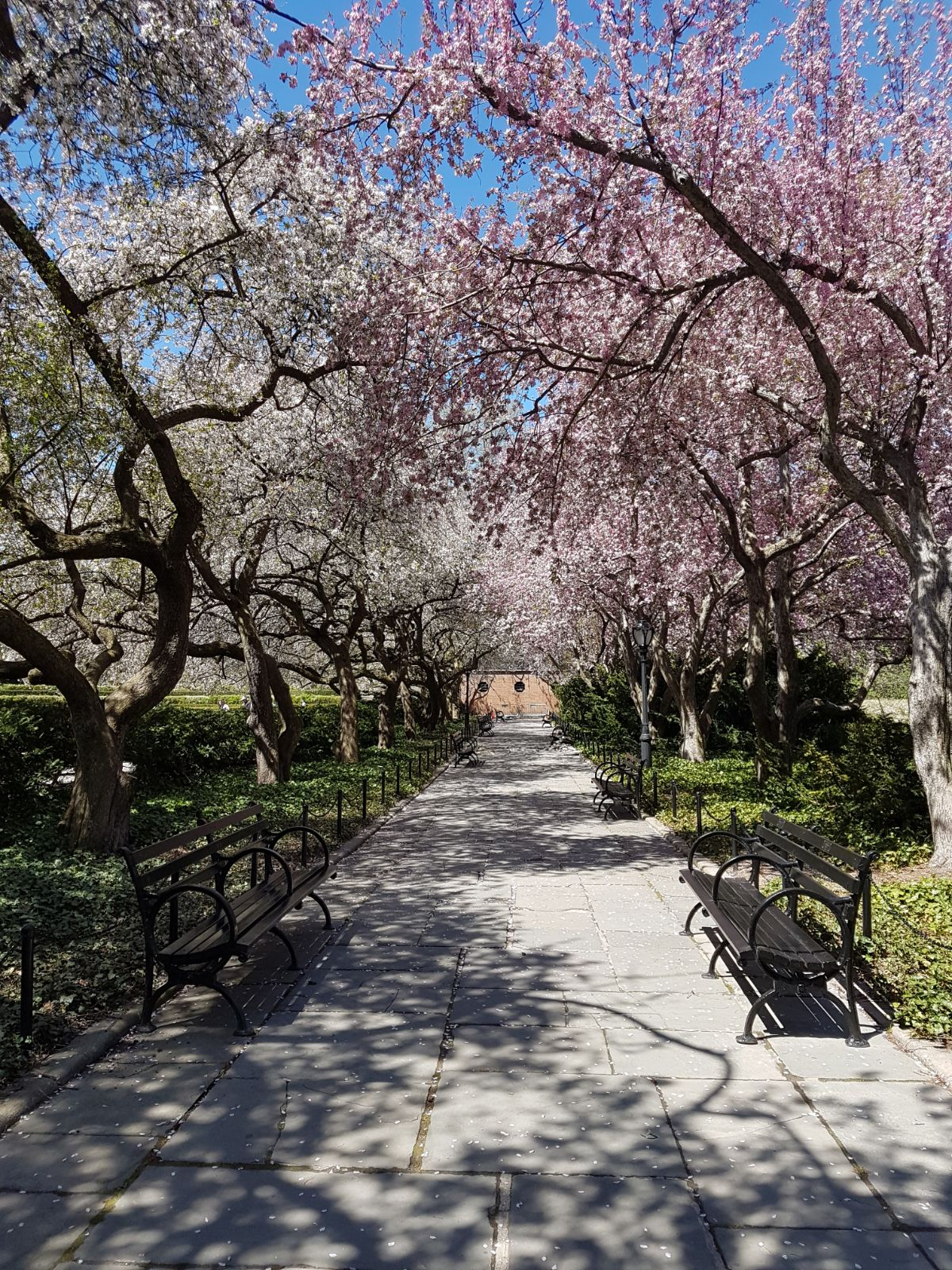
Jardin public à Argentan, ville fleurie, en avril 2017.

Argentan est une ville fleurie ayant obtenu trois fleurs au concours des villes et villages fleuris. La ville offre de nombreux espaces verts : plusieurs parcs, aménagement de promenades, mise en valeur du patrimoine paysager.
Le jardin public de la Forêt normande, parsemé de massifs fleuris, et datant de 1956, est le plus ancien de la ville. La municipalité prévoyant dans son programme d'aménager les bords de l'Orne, ce jardin devrait être mis en valeur dans les années à venir.
Le parc des Rédemptoristes, situé en pleine ville, est planté d'arbres centenaires : tilleuls, marronnier, peupliers, mais il possède aussi une aire de jeux pour les enfants. La municipalité a également décidé de revaloriser et de réaménager ce parc dans les prochaines années, par le fleurissement et par une extension sur le quartier Saint-Michel.
Le parc de la Vallée d'Auge, d'une superficie d'un hectare, offre une vaste esplanade de pelouse, ainsi qu'un chemin bordé d'arbustes et également une aire de jeux.
Mais le parc des Peintres est sans doute le plus original des jardins de la ville par son concept : en l'an 2000, un arbre y a été planté pour chaque enfant argentanais né cette année. De plus, des plaques patronymiques ont été scellées sur les troncs en mai 2002. Ainsi, le parc des Peintres forme un boisement paysager situé près du quartier des Provinces.

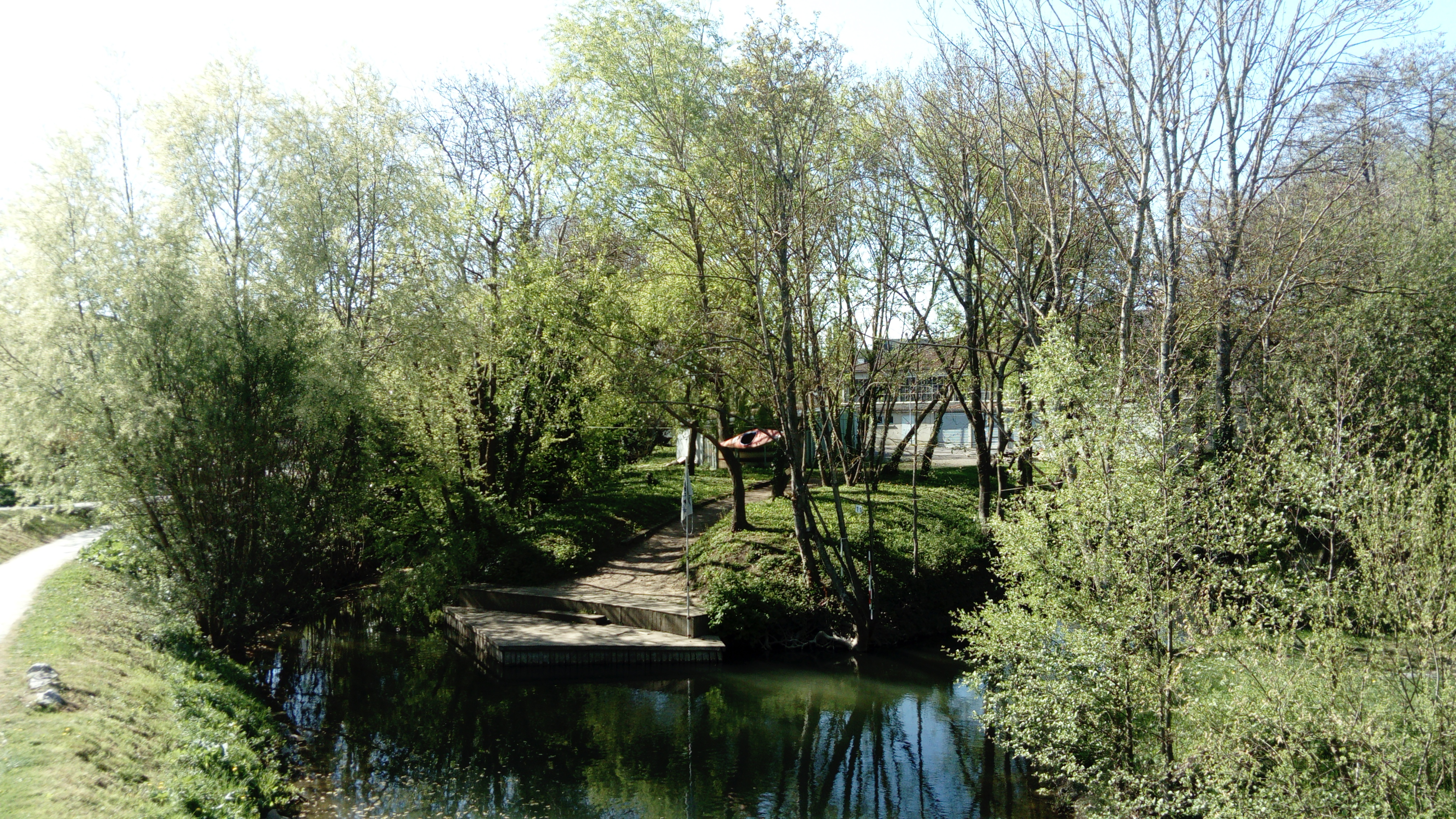
Parc du Plan d'eau, Argentan (Orne).

Le parc des Dentelles, devant la Maison des Dentelles, construit sur une base symétrique et travaillé à la manière d'un « poème végétal », marque la continuité avec le parc du Plan-d'Eau. Le parc du Plan-d'Eau, offrant terrain de pétanque et tonnelle, renferme en son cœur un étang peuplé de gardons, tanches, truites, carpes et brème, où la pêche est autorisée. Une population de canards habite également l'étang.
En outre, le petit bois de Coulandon (2,5 hectares) s'étend le long du boulevard Victor-Hugo, offre un lieu de promenade à travers le caractère naturel et boisé originel du bois.
De plus, la ville d'Argentan est une ville-porte du parc naturel régional Normandie-Maine. La forêt domaniale de Gouffern aborde la commune par l'est et le nord-est (directions de Vimoutiers et de L'Aigle). Majoritairement plantée de feuillus, elle est scindée entre la forêt « de Petite-Gouffern » et celle de « Grande-Gouffern ». Elle a également accueilli les haras nationaux et notamment le haras national du Pin.

### Loisirs culturels

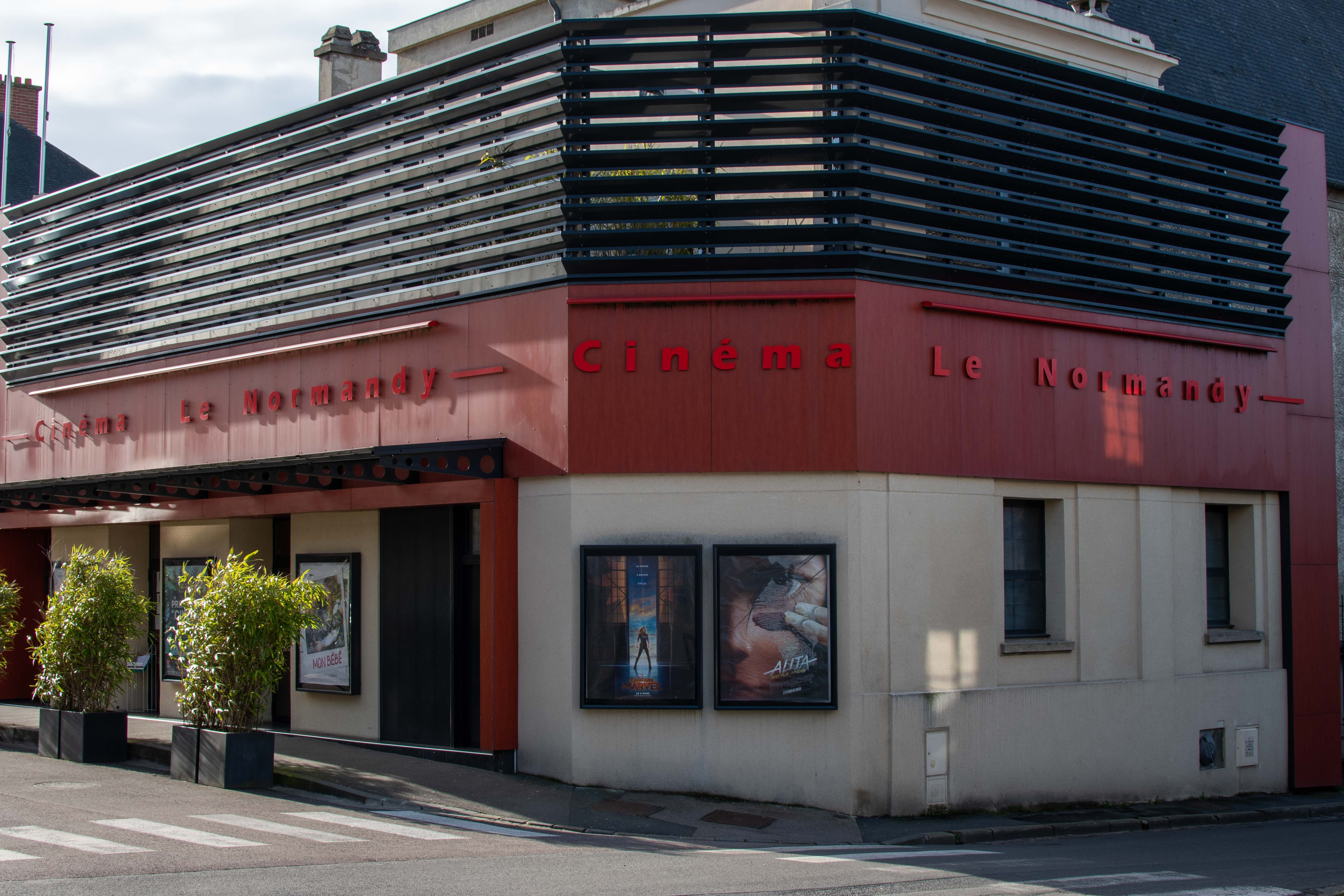
Le cinéma Normandy.

Argentan dispose d'un cinéma de trois salles, nommé Le Normandy.
Argentan dispose également d'une salle de spectacles, le Quai des arts, inaugurée en 2009.
La ville accueille l’université populaire de Caen.
Argentan héberge également une troupe de scouts de France, basée à Villedieu-lès-Bailleul.
Un musée consacré aux deux peintres argentanais Fernand Léger et André Mare ouvre au 3 rue des Jacobins ou 6 rue de l'Hôtel-de-Ville le 6 juillet 2019.

### Sports
Issu de la fusion en 2011 de l'Union football club de Pays d'Argentan et de l'Argentan football club (anciennement Association sportive des PTT d'Argentan), le Football Club d'Argentan fait évoluer deux équipes senior masculines et une féminine en ligue de Basse-Normandie, et une troisième, ainsi qu'une équipe féminine à sept, en divisions de district. En 1998, l'UFCP Argentan réalise une épopée en Coupe de France parvenant à se hisser en huitième de finale où il tombe face au Racing Club de Lens (futur champion de France) au stade Michel-d'Ornano de Caen devant 21 000 spectateurs.

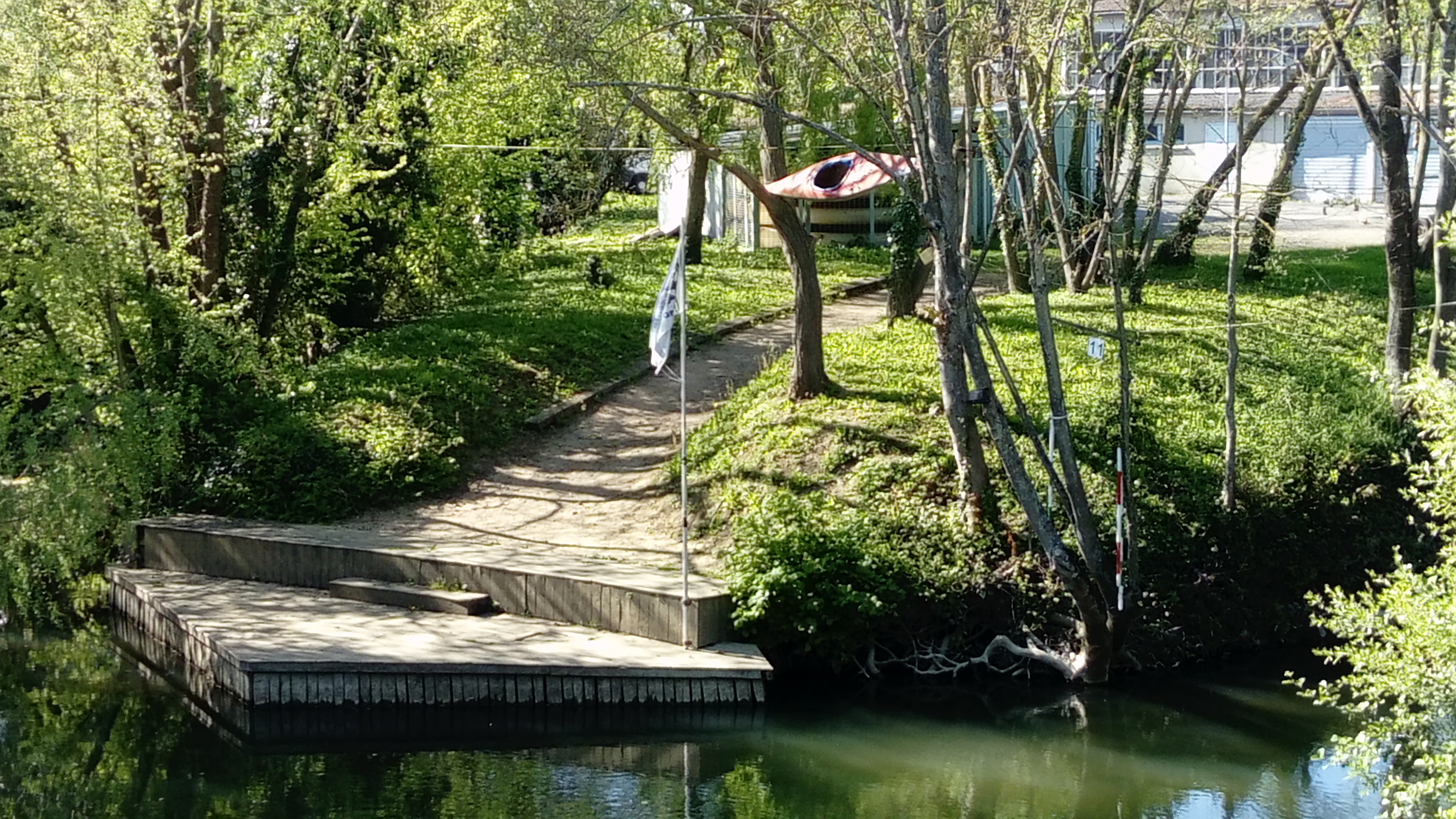
Canoë-kayak au Plan d'Eau d'Argentan, printemps 2017.

Le Patronage laïque Argentan canoë-kayak fait partie des meilleurs clubs de descente de rivière reconnu par la fédération française de canoë-kayak. Le club est le troisième club français de nationale 1 en juillet 2011 à l'issue de la saison. En juin 2011, Claire-Émilie Simon termine troisième de la coupe du monde de kayak dame. Le club compte près de 100 licenciés âgés de 8 à 70 ans et propose des activités loisirs, sportives et touristiques[réf. nécessaire].
Le tennis de table est représenté par le club de la Bayard Argentan qui évolue en Championnat de France Pro B pour la saison 2011-2012. Le club a atteint son apogée en 2004 en terminant 3e du Championnat de France Pro A de tennis de table et en se qualifiant pour la Ligue des Champions, finalement non disputée par le club car jugée trop chère au niveau de l'organisation.
La ville dispose d'une piscine, le centre aquatique du Pays d'Argentan, géré par la Communauté de communes du Pays d'Argentan, équipé d'un bassin sportif, d'un bassin ludique, d'une pataugeoire, d'un toboggan aquatique et de deux jacuzzis. Des gradins peuvent accueillir des visiteurs lors des compétitions de natation ou lors des matchs de water-polo. Le centre aquatique du Pays d'Argentan propose aussi un certain nombre d'activités, parmi lesquelles aquababy, aquajogging, aquagym, aquaphobie, aquanage, aqualoisirs, aquaseniors, leçons de natation, formation BNSSA (sauvetage aquatique), activités pré et postnatales.
L'hippodrome d'Argentan, situé à la sortie de la ville sur la route de Paris, propose des courses hippiques de trot et de galop. Ville-porte du pays d'Auge et à proximité du haras national du Pin, Argentan confirme la vocation de terre d'excellence de la filière équine dans l'Orne (le département est en effet le 1er département français en termes d'élevages de trotteurs).
La ville possède de nombreuses installations sportives : gymnases, salles omnisports, dojos, stade de plein-air (stade Gérard-Saint), terrains de sports, murs d'escalade, etc..

### Personnalités liées à la commune
- Jean II d'Alençon (Argentan, 1409 - 1476), prince du sang et chef de guerre.
- Marguerite de Lorraine-Vaudémont (1463 - Argentan, 1521), duchesse d'Alençon, clarisse, déclarée bienheureuse en 1921.
- Charles Dufresne (Argentan, 1611 - 1684), comédien et directeur de troupe.
- Charles François de Charleval (Argentan, 1667 - 1747), poète néolatin.
- Guillaume François Charles Goupil de Préfeln (Argentan, 1727 - 1801), homme politique, député du tiers-état, Membre du Conseil des Cinq-Cents.
- Jacques-André-Simon Le Fessier (Argentan, 1735 - 1805), conventionnel et évêque constitutionnel.
- Louis Jean Gabriel Lapotaire (Argentan, 1740 - 1810), homme politique.
- Guillaume-Gabriel Leclerc (Argentan, 1743 - 1832), homme politique, député du clergé aux états généraux de 1789.
- Nicolas-Bernard Belzais-Courménil (1747-1804), homme politique né à Écouché, député du tiers état aux états généraux de 1789, maire d'Argentan.
- Pierre Claude Charles Leboucher du Longchamp (Argentan, 1758 - ?), homme politique, député de l'Orne de 1791 à 1792.
- Anne David Sophie Cromot de Fougy (1760 - Argentan, 1845), magistrat puis préfet.
- Nicolas d'Orglandes (Argentan, 1767 - 1857), homme politique, député de l'Orne.
- Auguste du Moulin de La Fontenelle (Argentan, 1786 - 1863), militaire.
- Charles Lautour-Mézeray (Argentan, 1801 - Argentan, 1861), journaliste, éditeur.
- Charles Letellier-Valazé (Argentan, 1812 - 1876), général et homme politique.
- Eugène de Lonlay (Argentan, 1814 - Argentan, 1886), poète, romancier et chansonnier.
- Jacques-Ferdinand Prévost (Argentan, 1819 - 1883), général et archéologue.
- Gustave Le Vavasseur (Argentan, 1819 - 1896), poète et écrivain.
- Marie-Louise Lefèvre-Deumier (Argentan, 1822 - 1877), sculptrice.
- Louise Eudes de Guimard (Argentan, 1826 - 1904), artiste peintre.
- Pierre Adigard, (Argentan, 1859 - 1914), député de l'Orne de 1906 à 1914.
- Vincent Muselli (Argentan, 1879 - 1956), poète.
- Fernand Léger (Argentan, 1881 - 1955), peintre.
- André Mare (Argentan, 1885 - 1932), peintre.
- Alphonse Leboulanger (Argentan, 1906 - 1985), coureur cycliste professionnel.
- Jean Hellard (Argentan, 1908 - 1940), résistant, Compagnon de la Libération.
- Paul Teyssier (Argentan, 1915 - 2002), linguiste.
- André Rouyer (Argentan, 1929 - 1994), acteur.
- Gérard Saint (Argentan, 1935 - 1960), coureur cycliste professionnel.
- Richard Peduzzi (Argentan, 1943 - ), scénographe, peintre, designer et créateur de mobilier.
- Michel Onfray (né en 1959), philosophe, fondateur de l'Université populaire du goût à Argentan en 2006[102] ; il y a vécu 37 ans[103].
- Fabien Debotté (Argentan, 1963 - ), footballeur.
- Pierre-Antoine Bozo (Argentan, 1966 - ), évêque coadjuteur de La Rochelle.
- Fabrice Miguet (Argentan, 1969 - ) pilote moto[104].
- François Renaux (Argentan, 1982 - ), ancien joueur de basket-ball français.
- Franck Berrier (Argentan, 1984 - ), footballeur.
- Murielle Huet des Aunay (Argentan, 1984 - ), actrice.